# Moszkva
Moszkva (oroszul: Москва, németül: Moskau, latinul: Moscua) Oroszország fővárosa. Az ország elsődleges politikai, kulturális, gazdasági, oktatási és közlekedési központja. A Moszkvai területen, a Moszkva folyó partján fekvő szövetségi jelentőségű város. Évszázadok óta az egyetemes kultúra egyik legkiemelkedőbb csomópontja, az egyik legfontosabb ortodox keresztény vallási központ, „a harmadik Róma”. Több mint 2500 km²-es területével és 13 millió lakosával Európa legnagyobb és legnépesebb városának számít.
Moszkvát a legenda szerint I. György kijevi nagyfejedelem alapította, az első írásos emlékek a városról 1147-ből származnak. A 18. és 19. században polgári város volt, a Szovjetunió idején pedig munkásvárossá vált. A városnak tíz közigazgatási körzete és 123 kerülete van. 2009-ben a világ harmadik leggazdagabb városa volt az itt élő milliárdosok számát tekintve, emellett többször volt a világ legdrágább városa. Világviszonylatban is óriásinak számító terei és utcái (melyek közül a leghíresebb a Vörös tér), hatalmas épületei (mint például a Kreml együttese, a Boldog Vazul- és a Megváltó Krisztus-székesegyház vagy a Hét nővér-felhőkarcolók) és rendkívül kiterjedt metróhálózatának állomásai világhírűek. A városkép nagyon sokszínű, ugyanis a cári és a szovjet idők monumentális emlékei mellett megtalálhatók a modern kor épületei is: Európa legmagasabb felhőkarcolói közül sok Moszkvában található.
Moszkva a világ legészakibb és leghidegebb megavárosa, amely önálló szövetségi alanyként működik. Oroszország és Kelet-Európa politikai, gazdasági, kulturális és tudományos központjaként Moszkvát világvárosnak tekintik, és a világ egyik legnagyobb városi gazdaságával rendelkezik. Emellett az egyik leggyorsabban növekvő turisztikai célpont, valamint Európa egyik leglátogatottabb városa. Moszkvában él a második legtöbb milliárdos a világ városai közül (holtversenyben Hongkonggal), illetve Oroszországon belül rendelkezik a legmagasabb életszínvonallal.
A városban számos egyetem, kutatóintézet, templom, színház, múzeum és galéria található. A pénzügyi negyed felhőkarcolói mellett a város látképét meghatározzák a sztálini korszak híres „Hét nővére” felhőkarcolói, valamint az 540 méter magas Osztankino-torony, amely Európa legmagasabb építménye. Moszkva a Orosz Ortodox Egyház központja, amelynek pátriárkája a Danyilov-kolostorban székel. A Kreml és a Vörös tér, Moszkva ikonikus látványosságai, 1990 óta szerepelnek az UNESCO világörökségi listáján.

## Történelme
A mai Moszkva területén már az újkőkorszakban is éltek, az első települések mintegy háromezer évvel ezelőtt jelentek meg itt. Az időszámításunk szerinti első évezred második felében szláv törzsek foglalták el a területet. A várost név szerint 1147-ben említik először, 1156-ban Jurij Dolgorukij fejedelem cölöpökkel és vizesárokkal vette körül. 1237–38-ban a tatárok földig rombolták. Ezután újra felépült, és egy független fejedelemség fővárosa lett.
1300-ban Moszkva fejedelme Danyiil Alekszandrovics volt, Alekszandr Nyevszkij fia, a Rurik-dinasztia tagja. A város gyorsan nőtt, köszönhetően annak az előnynek, hogy közel feküdt a Volga folyóhoz. 1304-ben Danyiil fia, az Arany Horda támogatásával uralkodó Jurij Danyiilovics, valamint öccse és utóda, I. Iván (Kalita) győztes háborúinak köszönhetően bővítették a Moszkvához tartozó területeket. 1480-ban III. Ivánnak sikerült megszabadulnia a tatár befolyástól, és Moszkva egy egyre növekvő birodalom fővárosa lett.
A későbbi cárok, például Rettegett Iván uralkodása alatt a birodalom, bár növekedett, lassan hanyatlásnak indult. 1571-ben a krími tatárok elfoglalták és felégették Moszkvát. 1610 és 1612 között a lengyel-litván seregek elfoglalták a várost, 1612-ben Nyizsnyij Novgorod és más orosz városok népe fellázadt a lengyel hódítók ellen, elfoglalták a Kremlt és megölték a hódítókat. 1613-ban egy gyűlésen I. Mihályt választották cárrá. Vele kezdetét vette a Romanov-dinasztia uralma, ami több mint háromszáz éven át tartott.
1703-ban, amikor Nagy Péter megalapította Szentpétervárt, Moszkva megszűnt főváros lenni, ám fejlődése nem állt meg. Mikor I. Napóleon császár seregei 1812-ben Moszkva felé közeledtek, nem messze tőle zajlott a borogyinói csata. A városlakók szeptember 14-én kiürítették és felégették a várost. Napóleon seregét annyira megviselte a hideg és az éhség, hogy vissza kellett vonulniuk. A város felszabadítása után elkezdődött az újjáépítés, ekkor épült például a Bolsoj és a Malij Színház, a Sándor-kert és az első moszkvai kórház.
1905 januárjában Alekszandr Adrianovot nevezték ki Moszkva első polgármesterévé. Az 1917-es forradalom után Lenin az esetleges idegen megszállástól tartva Szentpétervár helyett újra a határtól távolabb eső Moszkvát tette meg fővárosnak (1918. március 5.). Vasúti csomópontként Moszkva – Leningráddal és Kijevvel együtt – a német offenzíva egyik stratégiai célpontja volt a második világháború alatt.
A Szovjetunió első éveiben a jobb megélhetés reményében számos paraszt vándorolt a falvakból Moszkvába, ahol szakképzetlen munkaerőként gyárakban és építkezéseken dolgoztak – ez megváltoztatta a város addigi polgári arculatát és Moszkva munkásvárossá vált.

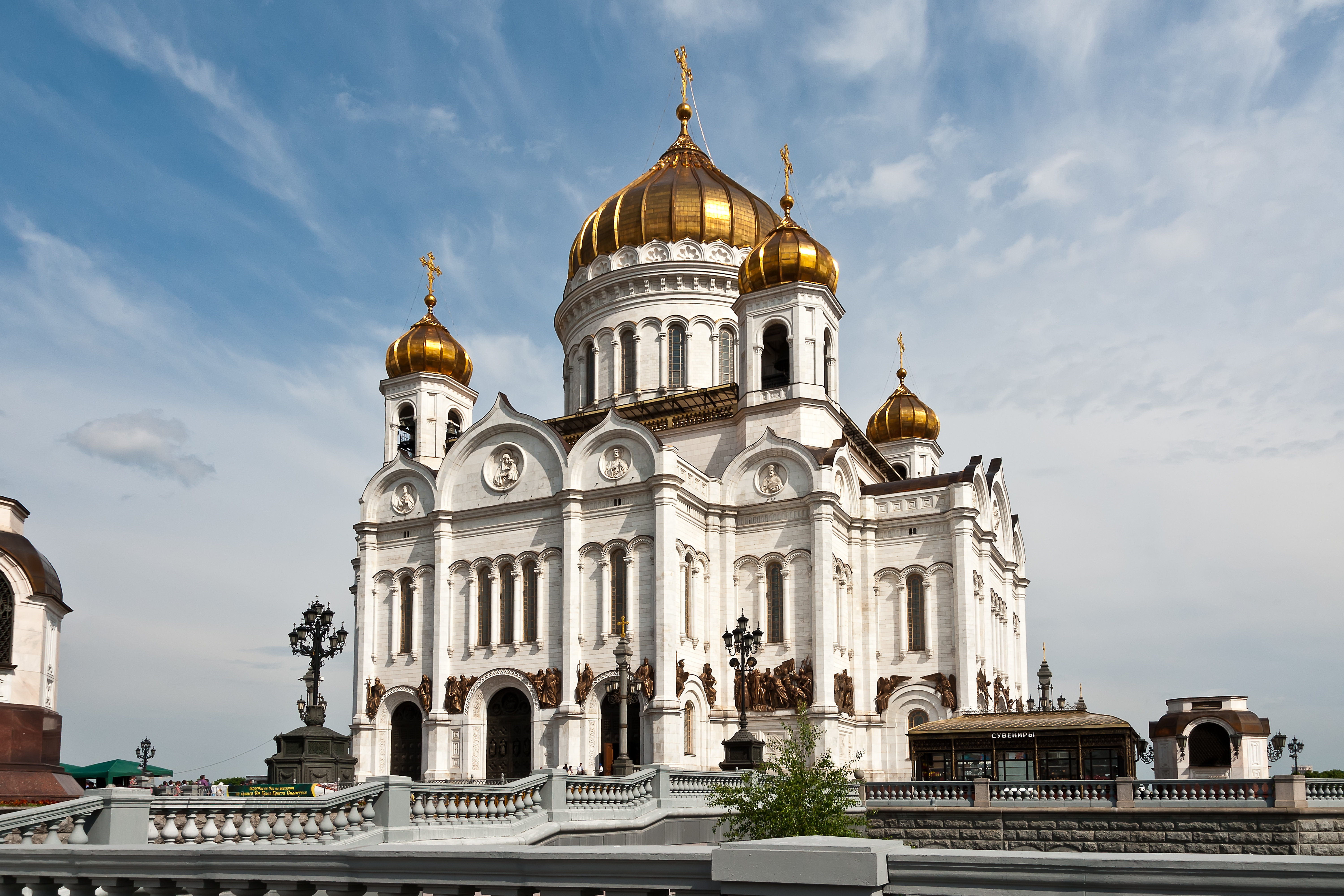
Megváltó Krisztus-székesegyház

Az ezredfordulót követően, a második csecsen háború idején Moszkva a csecsen terroristák célpontjává vált. 2004. február 6-án egy metróállomáson bomba ölt meg legalább 40 embert, 2002 októberében pedig a Dubrovka színházban elkövetett merénylet következtében halt meg száznál is több ember.

## Politika és kormányzat
Moszkva az Oroszországi Föderáció alanyaként önálló államisággal rendelkezik. A törvényhozó hatalmat a Moszkvai Városi Duma, a végrehajtó hatalmat Moszkva Kormánya gyakorolja, a helyi önkormányzati feladatokat pedig a kerületi önkormányzatok látják el.

### Moszkva Város Alapszabálya
Moszkva városának politikai rendszerét, jogi rendjét, szervezetét és működését a Városi Duma által alkotott legmagasabb szintű jogszabály, városi törvény határozza meg, melynek elnevezése hivatalosan Moszkva Város Alapszabálya (Устав города Москвы). Az alaptörvényt 1995-ben fogadták el, azóta többször módosították.

### A Városi Duma
A város törvényhozó hatalmát 1993 óta a 35 tagú Moszkvai Városi Duma (Ду́ма, képviselőtestület) gyakorolja. Tagjait 2005-ig kizárólag egyéni választókerületekben választották, 2005-től viszont vegyes rendszert alkalmaznak: a képviselők egy részét egyéni választókerületekben, másik részét pedig pártlistákon választják. A Dumát 2009-ig négyéves időszakokra választották, 2009-től megbízatásának időtartama öt évre nő. A választójog korhatára 21 év.
A 2005-ös választáson a Putyin orosz elnököt és Luzskov moszkvai polgármestert támogató Egységes Oroszország (Единая Россия) párt elsöprő győzelmet aratott, a szavazatok 42%-ával 28 mandátumot szerzett meg a 35-ből. Rajtuk kívül 4 kommunista és a Jabloko párthoz tartozó 3 liberális politikus jutott be a testületbe.
A Duma általában nyílt ülésen tárgyal és dönt a hatáskörébe tartozó ügyekről, zárt ülésekre csak a szabályzatban meghatározott kivételes esetekben kerülhet sor.

### Moszkva polgármestere és Moszkva Kormánya

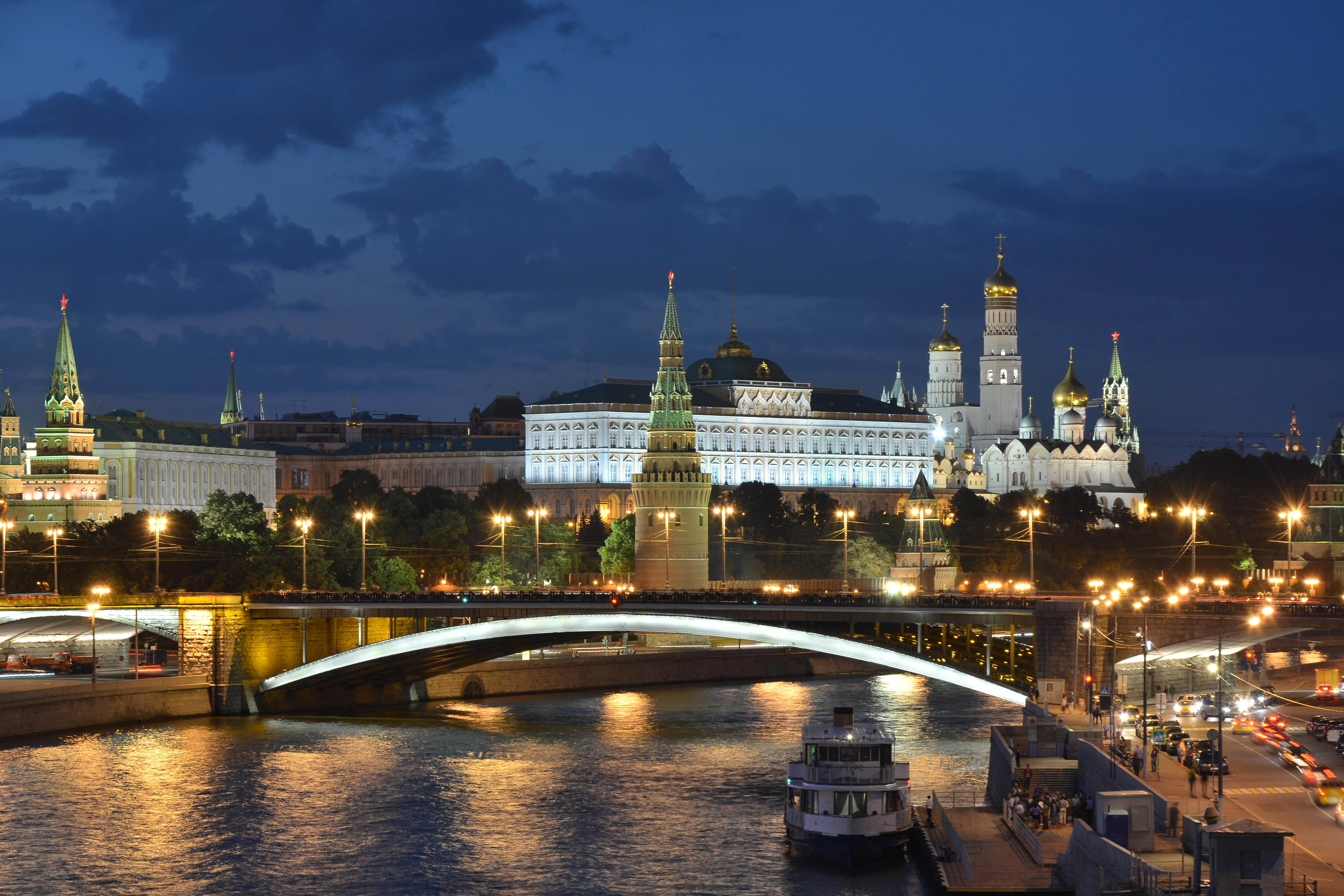
A Kreml

Moszkva polgármestere a város közigazgatásának első számú vezetője, Moszkva Kormányának elnöke. 2007-ig a polgármestert közvetlenül választották Moszkva lakói, 2007 óta azonban a polgármester személyére az Oroszországi Föderáció elnöke tesz javaslatot, amit a Moszkvai Városi Duma hagy jóvá. A jelöltnek orosz állampolgárnak és legalább 30 évesnek kell lennie.
A végrehajtó hatalmat Moszkva Kormánya (Правительство Москвы) gyakorolja, melynek vezetője a polgármester (Мэр). A kormány közel harminc fős testület, tagjai a polgármesteren kívül a polgármester helyettesei, akik közül néhányan "első helyettesek", valamint a polgármester és a kormány hivatalának vezetője, továbbá a miniszterek, végül a város tíz közigazgatási körzetének vezetői. A kormány valamennyi tagját a polgármester nevezi ki.
A polgármester 1992-től 2010-ig Jurij Mihajlovics Luzskov volt, aki 1936-ban született és városvezetői tevékenységét még a Szovjetunió fennállása alatt a Moszkvai Városi Tanács vezető tisztségeiben kezdte az 1980-as évek végén.
Az orosz főváros önkormányzata 2010. október 21-én választotta meg az új polgármestert, Szergej Szemjonovics Szobjanyin személyében. 2018. szeptember 9-én a tisztségre ismét megválasztották.

### Közigazgatási körzetek, önkormányzati kerületek
Moszkva 2012 óta 12 közigazgatási körzetre (административный округ) tagolódik, melyek mindegyikének élén a polgármester által kinevezett, miniszteri rangú prefektus áll, aki tagja Moszkva Kormányának és feladatait az általa irányított hivatal, a prefektúra útján látja el. A prefektus feladatait a város törvényei, a városi kormány és a polgármester határozzák meg, a közigazgatási körzetekben nem működik önkormányzati testület.
Az önkormányzati kerületek a közigazgatási körzeteken belüli kisebb területi egységek, melyek az Oroszország 2003-ban elfogadott önkormányzati törvényében előírt városon belüli terület megfelelői, a helyi önkormányzati feladatokat ellátó választott testületek és tisztségviselők működnek mindegyikben. Minden kerületben működik ugyanakkor közigazgatási hivatal is, melynek vezetőjét Moszkva Kormánya nevezi ki. A kerületek száma meghaladja a százhúszat, átlagos népességük és területük nagyjából megfelel a budapesti kerületekének.
|    | Közigazgatási körzet | Orosz neve       | Lakosság (fő) (2006. január 1.) |
| -- | -------------------- | ---------------- | ------------------------------- |
| 1  | Központi             | Центральный      | 692 543                         |
| 2  | Északi               | Северный         | 1 104 186                       |
| 3  | Északkeleti          | Северо-Восточный | 1 236 205                       |
| 4  | Keleti               | Восточный        | 1 381 716                       |
| 5  | Délkeleti            | Юго-Восточный    | 1 139 559                       |
| 6  | Déli                 | Южный            | 1 581 064                       |
| 7  | Délnyugati           | Юго-Западный     | 1 209 408                       |
| 8  | Nyugati              | Западный         | 1 073 829                       |
| 9  | Északnyugati         | Северо-Западный  | 790 801                         |
| 10 | Zelenográdi          | Зеленоградский   | 215 764                         |
| 11 | Újmoszkvai           | Новомосковский   | 113 569                         |
| 12 | Troicki              | Троицкий         | 1 050 000                       |

## Népessége
Oroszország népessége az 1990-es és 2000-es évek elején jelentősen csökkent, azonban Moszkva népessége a nagyarányú bevándorlásnak köszönhetően dinamikusan növekedett az elmúlt két évtizedben is. A főleg a kaukázusi és közép-ázsiai volt szovjet tagköztársaságokból érkező bevándorlók száma magas, mellettük sok orosz állampolgár is tartózkodási engedély nélkül él a városban, ugyanis az országban belső útlevélrendszer van érvényben, és más körzetek lakói bejelentkezés nélkül nem tartózkodhatnak 90 napnál tovább Moszkvában.

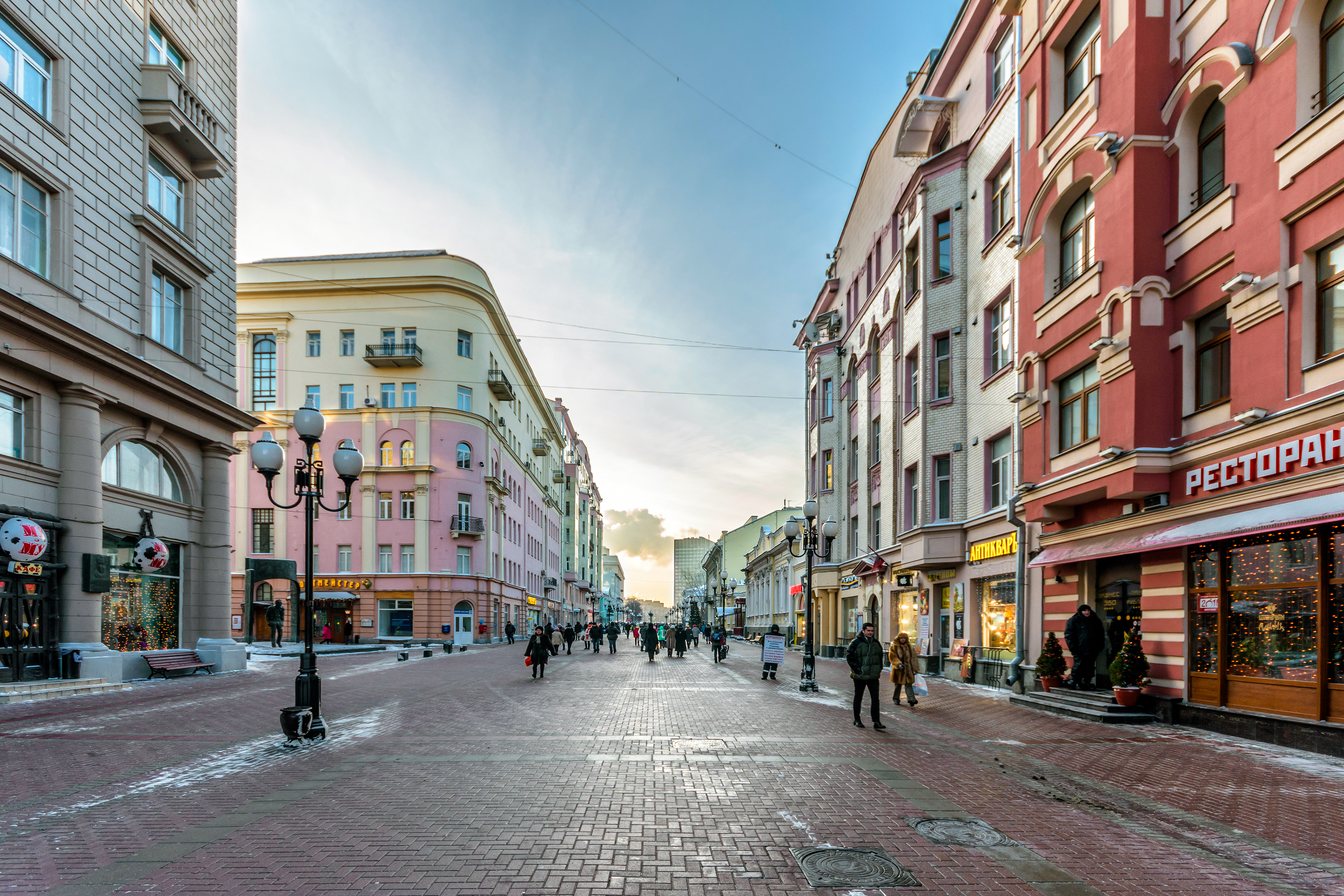
Moszkva történelmi belvárosa

A Forbes magazin 2009-es listája szerint az előző évben listavezető Moszkva harmadik helyre esett vissza a városban lakó milliárdosok számát tekintve, a gazdasági világválságnak köszönhetően milliárdosainak kétharmadát elvesztette, 2009-ben „csupán” 27 ennyire gazdag ember lakott a városban.

### Nemzetiségi összetétel

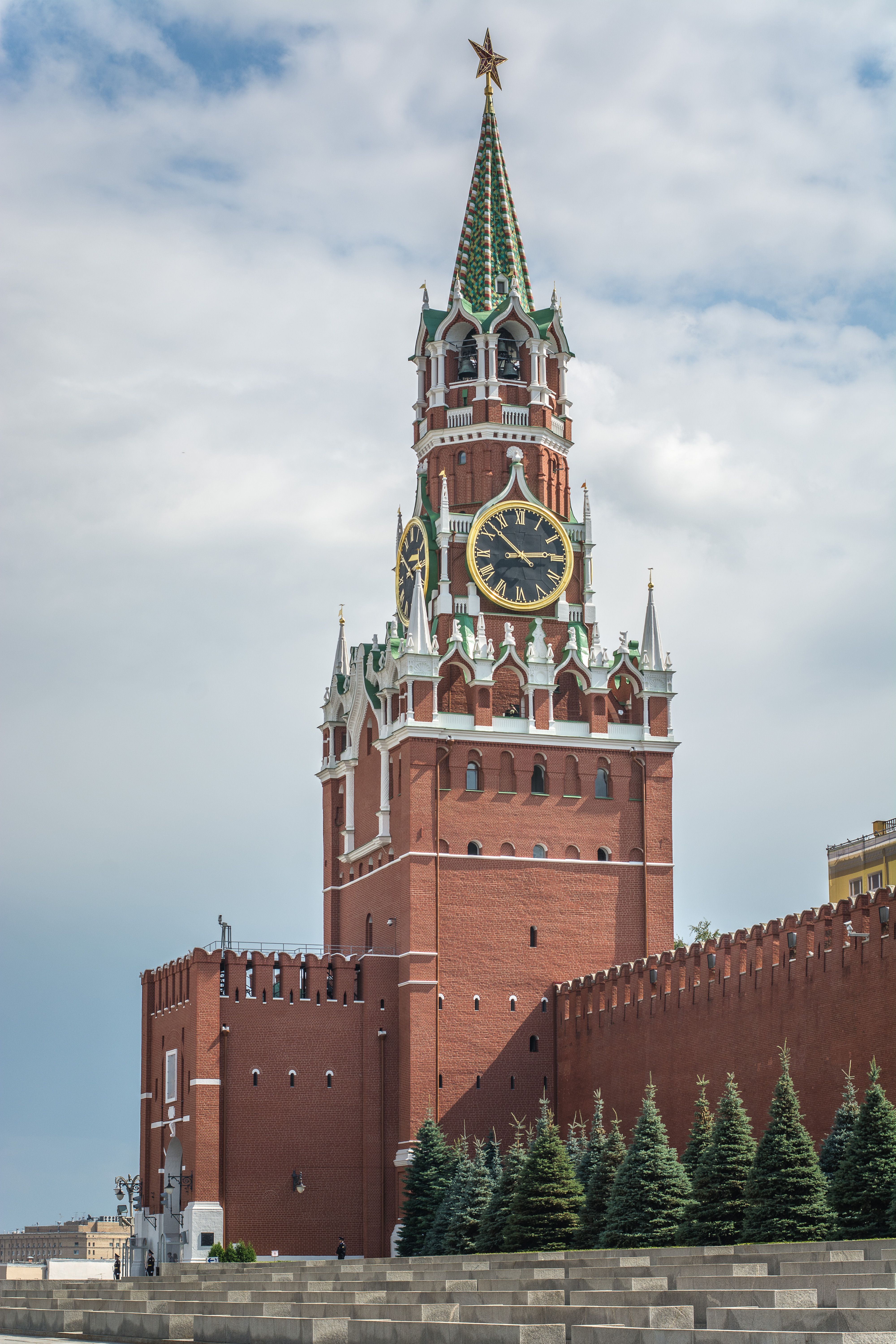
Szpasszkaja torony

A 2002-es népszámlálás alapján Moszkva népességének összetétele:
| Saját bevallás alapján          | Szám (fő) | Százalék |
| ------------------------------- | --------- | -------- |
| Oroszok                         | 8 808 009 | 84,83%   |
| Ukránok                         | 253 644   | 2,44%    |
| Tatárok                         | 166 083   | 1,6%     |
| Örmények                        | 124 425   | 1,2%     |
| Azeriek                         | 95 563    | 0,92%    |
| Zsidók                          | 79 359    | 0,76%    |
| Belaruszok                      | 59 353    | 0,57%    |
| Grúzok                          | 54 387    | 0,52%    |
| Moldávok                        | 36 570    | 0,35%    |
| Tádzsikok                       | 35 385    | 0,34%    |
| Üzbégek                         | 24 312    | 0,23%    |
| Mordvinok                       | 23 387    | 0,22%    |
| Csuvasok                        | 16 011    | 0,15%    |
| Vietnámiak                      | 15 616    | 0,15%    |
| Csecsenek                       | 14 465    | 0,14%    |
| Kínaiak                         | 12 801    | 0,12%    |
| Oszétek                         | 10 561    | 0,10%    |
| Nemzetiségüket fel nem tüntetők | 417 126   | 4,02%    |

### Nemzetiségek (1912-2002)
| Nemzetiség   | 1912  | 1926  | 1939  | 1959  | 1970  | 1979  | 1989  | 2002  |
| ------------ | ----- | ----- | ----- | ----- | ----- | ----- | ----- | ----- |
| oroszok      | 95,3% | 87,5% | 87,4% | 89,5% | 89,3% | 90,2% | 89,7% | 84,8% |
| ukránok      | 0,2%  | 0,8%  | 2,2%  | 2,3%  | 2,6%  | 2,6%  | 2,8%  | 2,5%  |
| tatárok      | 0,6%  | 0,8%  | 1,4%  | 1,5%  | 1,5%  | 1,6%  | 1,8%  | 1,6%  |
| zsidók       | 0,4%  | 6,5%  | 6%    | 4,1%  | 3,5%  | 2,8%  | 2%    | 0,8%  |
| fehéroroszok | n.a.  | 0,2%  | 0,6%  | 0,7%  | 0,7%  | 0,7%  | 0,8%  | 0,6%  |
| örmények     | 0,2%  | 0,3%  | 0,3%  | 0,3%  | 0,3%  | 0,4%  | 0,5%  | 1,2%  |
| azeriek      | n.a   | n.a.  | n.a.  | n.a.  | 0,07% | 0,1%  | 0,2%  | 0,9%  |

## Földrajza

Moszkva műholdas képe

A város a Központi szövetségi körzet Moszkvai területében fekszik, de önálló közigazgatási egységet alkot (szövetségi jelentőségű város). A Moszkvai terület a Volga, Oka, Kljazma és Moszkva folyók medencéjében található, mintegy 46 000 km²-en, ennek a területnek a központja maga a város, melyen a Moszkva folyó folyik keresztül. Területe 1080,3 km². A város határain belül 49 híd szeli át a folyót és csatornáit.
A terület harmadát erdők borítják, melyekben többek között jávorszarvasok, medvék, rókák, hiúzok élnek.

### Éghajlata
A terület éghajlata kontinentális, enyhe, csapadékos nyárral és hosszú, hideg téllel. A város éghajlata némiképp eltér a környező területétől, előfordul, hogy akár 4–5 °C különbség is lehet, például tiszta, fagyos éjszakákon. A globális felmelegedésnek köszönhetően a városban a nyár igen meleg is lehet, míg a november és a december hónapok egyre hidegebbek. Az átlaghőmérséklet nyáron 23 °C, de előfordul, hogy 30 °C fölé emelkedik. Télen nem ritka a –10 °C. Az éves átlaghőmérséklet 5,4 °C, de az utóbbi években (2007, 2008) meghaladta a 7 °C-ot is. A városban a napsütéses órák száma évente 1731, 2008-ban azonban megközelítette az 1800–2000 órát.
A városban márciusban átlagosan 30, míg október és március eleje között átlagosan 152 centiméter hó hullik az orosz főváros területén.
| Hónap                         | Jan.  | Feb.  | Már.  | Ápr.  | Máj. | Jún. | Júl. | Aug. | Szep. | Okt.  | Nov.  | Dec.  | Év    |
| ----------------------------- | ----- | ----- | ----- | ----- | ---- | ---- | ---- | ---- | ----- | ----- | ----- | ----- | ----- |
| Rekord max. hőmérséklet (°C)  | 8,6   | 8,3   | 17,5  | 28,0  | 33,2 | 34,7 | 38,2 | 36,7 | 32,3  | 24,0  | 12,6  | 9,6   | 38,2  |
| Átlagos max. hőmérséklet (°C) | −4,6  | −3,1  | 2,3   | 11,1  | 18,1 | 22,2 | 23,4 | 21,4 | 15,2  | 8,2   | 0,6   | −3,0  | 9,4   |
| Átlaghőmérséklet (°C)         | −7,5  | −6,7  | −1,4  | 6,3   | 12,8 | 17,1 | 18,4 | 16,4 | 10,8  | 5,0   | −1,6  | −5,4  | 5,4   |
| Átlagos min. hőmérséklet (°C) | −10,5 | −9,9  | −5,0  | 2,2   | 7,3  | 11,9 | 13,6 | 12,0 | 6,9   | 2,2   | −3,9  | −7,9  | 1,6   |
| Rekord min. hőmérséklet (°C)  | −42,2 | −38,2 | −32,4 | −21,0 | −7,5 | −2,3 | 1,3  | −1,2 | −8,5  | −16,1 | −32,8 | −38,8 | −42,2 |
| Átl. csapadékmennyiség (mm)   | 46    | 36    | 33    | 38    | 52   | 84   | 90   | 80   | 67    | 66    | 60    | 53    | 705   |
| Havi napsütéses órák száma    | 33    | 72    | 128   | 170   | 265  | 279  | 271  | 238  | 147   | 78    | 32    | 18    | 1731  |
| Forrás:                       |       |       |       |       |      |      |      |      |       |       |       |       |       |

## Gazdasága

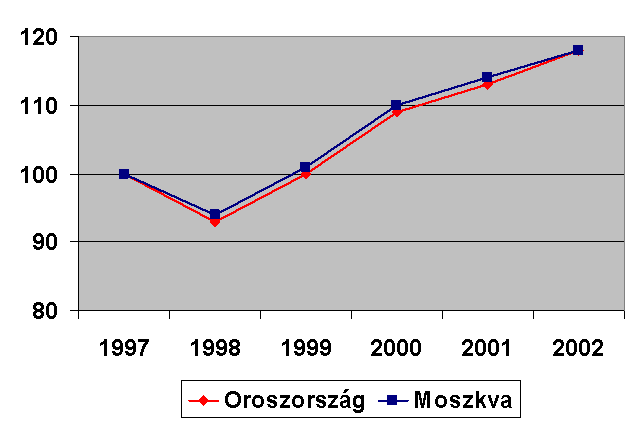
A GDP százalékos alakulása 1997 és 2002 között Moszkvában és Oroszországban

Moszkva Oroszország gazdasági és pénzügyi központja, fejlett infrastruktúrával rendelkezik. 2002-ben az orosz ipari termelés 5,6%-át, a beruházások 16,2%-át, a kiskereskedelmi áruforgalom 28,7%-át adta. Ugyanebben az évben a regionális GDP (GRP) 70 milliárd amerikai dollár volt, ami az oroszországi GDP 20%-a; az egy főre eső GDP pedig 259 920 rubel, ami a nemzeti érték háromszorosa. A GRP 74%-át a szolgáltatóipar adta. A külföldi befektetések csaknem fele (2002-ben 44%) Moszkvába érkezik, főképp Németországból, az Egyesült Királyságból és Luxemburgból.
Az ipari termelés 2002-ben 346,7 milliárd rubel értékű volt, 12%-kal nőtt a gépgyártás, 53%-kal a kemikáliák és petrolkémiai anyagok gyártása. 2001-ben az ipari termelés mintegy 30%-át az élelmiszeripar adta, második helyen szerepelt a gépgyártás. Jelentős a város építőanyag-ipara és az energiaipara, kisebb hányadot képvisel a textilipar. A cégek közül a kisvállalkozások játszanak fontos szerepet a város gazdaságában, 2002-ben mintegy 187 000 kisvállalkozás működött Moszkvában.
A város leginkább gépeket (vasúti kocsik, mozdonyok, repülőgép-alkatrészek), energiahordozókat, kémiai anyagokat és faipari termékeket (pl. papírt) exportál, 2002-ben a nemzeti export 6,5%-át Moszkva bonyolította. A város leginkább elektromos gépeket, olajszármazékokból készült termékeket (műanyag, autógumi, parfüm és kozmetikai termékek stb.), élelmiszert és faipari termékeket importál.
2008-ban 6 458 000 moszkvai dolgozott, ebből 1 631 000 az állami, 4 827 000 a magánszektorban, 478 500-an kisvállalkozásokban. A hivatalosan regisztrált munkanélküliek száma a városban 46 900 fő volt. A munkavállalók többsége a kereskedelemben, az építőiparban és az ipari ágazatokban vállal munkát, és csaknem 4% szolgálja ki az állami adminisztrációt. A 2000-es évek elején az állami adminisztrációban és az iparban dolgozók száma csökkent, a szolgáltatóiparban, azon belül is az informatikai területeken és a pénzügyi szektorban dolgozóké nőtt. A moszkvai munkavállalók egy része főképp a FÁK országaiból érkezett feketemunkás.
2007-ben egymás után harmadszor lett Moszkva a világ legdrágább városa, az ingatlan, élelmiszer, ruházat és más szükségletek költségei alapján, a világ 143 városa közül.

### Ingatlanpiac
A szovjet időkben a lakásokat az államtól bérelték, a díj a lakás nagysága és a lakók száma szerint egységes volt[forrás?]. Egészen az 1990-es évekig alig voltak magántulajdonban lévő lakások. Moszkvában az ingatlanárak folyamatosan emelkednek, 2009-ben a külvárosban az átlagos négyzetméterár 4000 dollár körül mozog, míg egy előkelőbb negyedben 6500–8000 is lehet, de akár a 40 000 dollárt is elérheti. Egy tipikus egyszobás lakás körülbelül 30 m²-es, egy kétszobás 45 m²-es, egy háromszobás pedig 70 m²-es. Vannak, akik inkább a városon kívüli dácsájukban élnek, és inkább kiadják a moszkvai lakásukat (al)bérlőknek.

## Városkép
Moszkva épületei világhírűek, ilyen például a Kreml, a Szent Bazil Székesegyház a hagymakupoláival, a Megváltó Krisztus-székesegyház, vagy a Hét nővér. Ugyancsak világhírű a Luzsnyiki Stadion és az Osztankinói tévétorony.
Mai arculatát részben a Szovjetunió ideje alatt épített épületek határozzák meg, főképpen azért, mert a régebbi épületek – közöttük sok templom – jó részét lebontották vagy átalakították. A 20. század előtti építészeti emlékekből kevés maradt fenn, a régi Arbat utca, a város egykori kulturális-szórakoztató központja őrzi még a régi épületeit, a Tverszkaja utca mögött, a belváros főbb útvonalaitól távolabb eső utcákban találhatóak még burzsoá épületek. A megmaradt templomok és monostorok engednek betekintést a szocializmus előtti korok építészetébe. A leghíresebb ilyen épületek közé tartozik a Kreml, a Novogyevicsij-kolostor vagy a Szent Bazil Székesegyház. Moszkva közvetlen szomszédságában az Osztankino, Kuszkovo, Uzkoje is számos régebbi épületnek ad otthont.

### A középkortól a szovjet korig
A 13. század második felében alatt Moszkva egy önálló orosz fejedelemség központja lett. A város fekvése a kereskedelmi utak kereszteződésében hozzájárult a növekedéséhez és virágzásához.
A mai Kreml első változata a 12. század közepén épült és a 15. században épült újjá. Tornyait és néhány templomát olasz építészek építették, ezzel kölcsönözve a városközpontnak reneszánsz jelleget. A 15. század végétől a várost fallal körülvett építmények, például kolostorok, paloták, tornyok és templomok díszítették. A 16. század második felében a mai Vörös téren felépült a Szent Vazul-székesegyház.
A város megjelenése nem sokat változott a 18. századig. A házak nagy része fenyőrönkökből épült, zsindelyes tetővel. Moszkva újjáépítését az állandó várostüzek és a nemesség igényei tették szükségessé. A 18. század második felében a fából készült épületek nagy részét klasszicista stílusú kőépületek váltották fel.

### A szovjet korszak épületei
Sztálin modernizációs törekvéseinek köszönhetően az 1920-as évektől kezdve a város képe teljesen átalakult. Széles sugárutak (akár tíz sávosak) épültek, történelmileg fontos építészeti emlékeket, templomokat romboltak le, közöttük a Szuharev-tornyot, a Megváltó Krisztus-székesegyházat és a Kazanyi székesegyházat. Az utóbbi kettőt az 1990-es években, hatalmas összegekért újjáépítették; az építkezés költségvetését sokan kritizálták.
A Szovjetunió első éveiben Vlagyimir Sukov nevéhez fűződik a legtöbb fontos épület, például a Sukov-torony, mely egyike az építész számos, hiperboloid építményeinek. A torony 1919 és 1922 között épült és az orosz távközlési társaság egyik átjátszótornyaként funkcionált. Sukov hagyatéka a konstruktivista építészet szempontjából is jelentős, ő tervezte például a Vörös téren álló GUM áruház emeleteit, ahol innovatív, fémből és üvegből készült boltívek találhatóak.
A sztálini gigantománia eredményeképp születtek meg a Hét nővérnek csúfolt monumentális, felhőkarcoló-szerű épületek, melyek a New York-i Manhattani Városháza mintájára készültek. Ezekben az épületekben sokféle stílus és építészeti megoldás keveredik, és meglehetősen túldíszítettek. A Hét nővér egyike például a Lomonoszov Egyetem főépülete is. A Hét nővér Moszkva legmagasabb épületei, csupán az Osztankinói tévétorony magasabb náluk, mely elkészültekor, 1967-ben a világ legmagasabb szabadon álló építménye volt, ma a harmadik helyet foglalja el a Burdzs Dubaj és a torontói CN Tower után.
A szovjet lakáspolitika, mely szerint minden szovjet állampolgárnak joga van lakáshoz, és Moszkva népességének drasztikus növekedése egyhangú, szürke lakótelepek építéséhez vezetett. Ezek többsége a sztálini éra után épült, és gyakran az éppen aktuális vezető (Brezsnyev, Hruscsov) után nevezték el őket. A házak 9, 12, 17 vagy 21 emeletesek, a lakásokat részben már az épület összeállítása előtt berendezték. Egy népszerű szovjet film ezt a jelenséget figurázza ki: a történet szerint egy férfi véletlenül Leningrádba utazik Moszkva helyett, taxival elmegy a lakása címére, ami Leningrádban is létezik, bemegy a lakásba, amit a sajátjának hisz, és mivel minden annyira egyforma, nem is veszi észre tévedését, míg a lakás valódi tulajdonosa haza nem tér.
A szovjet épületek motívumai szocreál stílusúak.
Sztálin modernizációs törekvéseinek köszönhetően az 1920-as évektől kezdve a város képe teljesen átalakult. Széles sugárutak (akár tíz sávosak) épültek, történelmileg fontos építészeti emlékeket, templomokat romboltak le, közöttük a Szuharev-tornyot, a Megváltó Krisztus-székesegyházat és a Kazanyi-székesegyházat. Az utóbbi kettőt az 1990-es években, hatalmas összegekért újjáépítették; az építkezés költségvetését sokan kritizálták. A sztálini gigantománia eredményeképp születtek meg a Hét nővérek monumentális, felhőkarcoló-szerű épületek, melyekben sokféle stílus és építészeti megoldás keveredik, és meglehetősen túldíszítettek. A Hét nővér egyike például a Moszkvai Állami Egyetem épülete is.

### Napjainkban

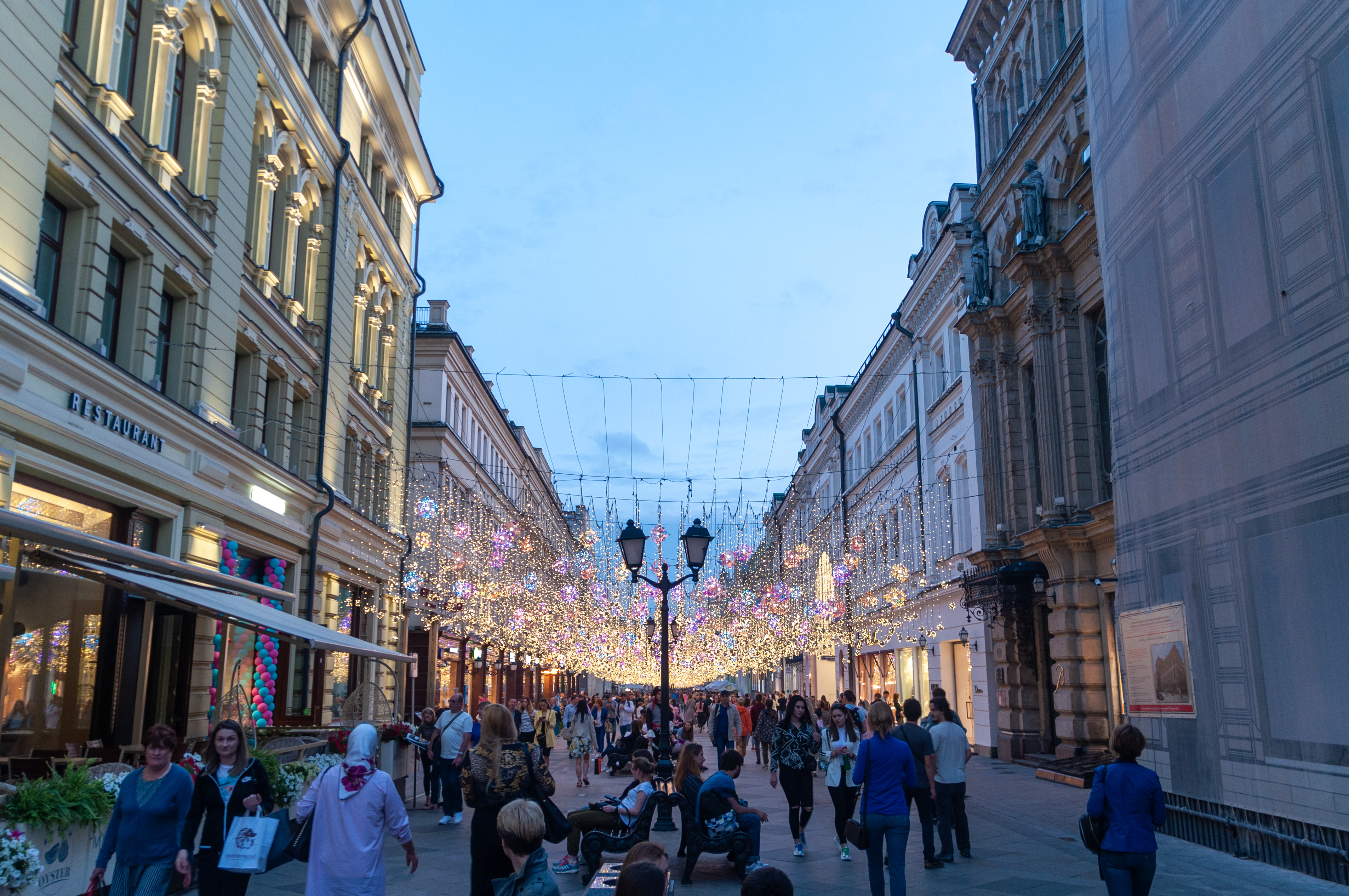
Nyikolszkaja utca

A Szovjetunió összeomlása óta a városvezetés törekszik a történelmi jelentőségű épületek újjáépíttetésére, helyreállítására, felújítására, ám ezeknek nem csak a költségvetését kritizálják, de sokak szerint a felújításkor nem veszik figyelembe az eredeti állapotokat, és nem azoknak hűen végzik a munkálatokat. Az 1930-ban épült Moszkva-hotelt és az 1913-as Voyentorg-épületet úgy építették teljesen újjá, hogy minden történelmi értéküket elveszítették. Elterjedt módszer a faszádizmus , azaz, amikor az épület homlokzatát (facade) meghagyják, de stílusában és méretében, esetleg funkcionalitásában is teljesen eltérő épületet húznak fel mögé.
A városban található néhány különleges, korai szovjet avantgárd épület is, mint például Konsztantyin Melnyikov építész háza az Arbathoz közel.
Mindamellett, hogy egyes történelmi épületek megőrzésére törekszenek, az utóbbi években Moszkva történelmi negyedeinek csaknem egyharmadát rombolták le, hogy a helyükön luxuslakásokat és szállodákat építsenek; emiatt a városvezetést erős kritika érte. A 2000-es években több mint 50 történelmi jelentőségű épületet romboltak földig, ezek némelyike a 17. századból származott. Olyan egyesületek, mint a Moszkvai Építészetvédelmi Társaság vagy a Save Europe's Heritage, megpróbálják felhívni a figyelmet ezekre a problémákra.
Napjainkban a városvezetés több épületet is helyreállított, azonban az utóbbi években Moszkva történelmi negyedeinek csaknem egyharmadát lerombolták, hogy a helyükön luxuslakásokat és szállodákat építsenek. A 2000-es években több mint 50 történelmi jelentőségű épületet romboltak földig, ezek némelyike a 17. századból származott.

Lakóépületek
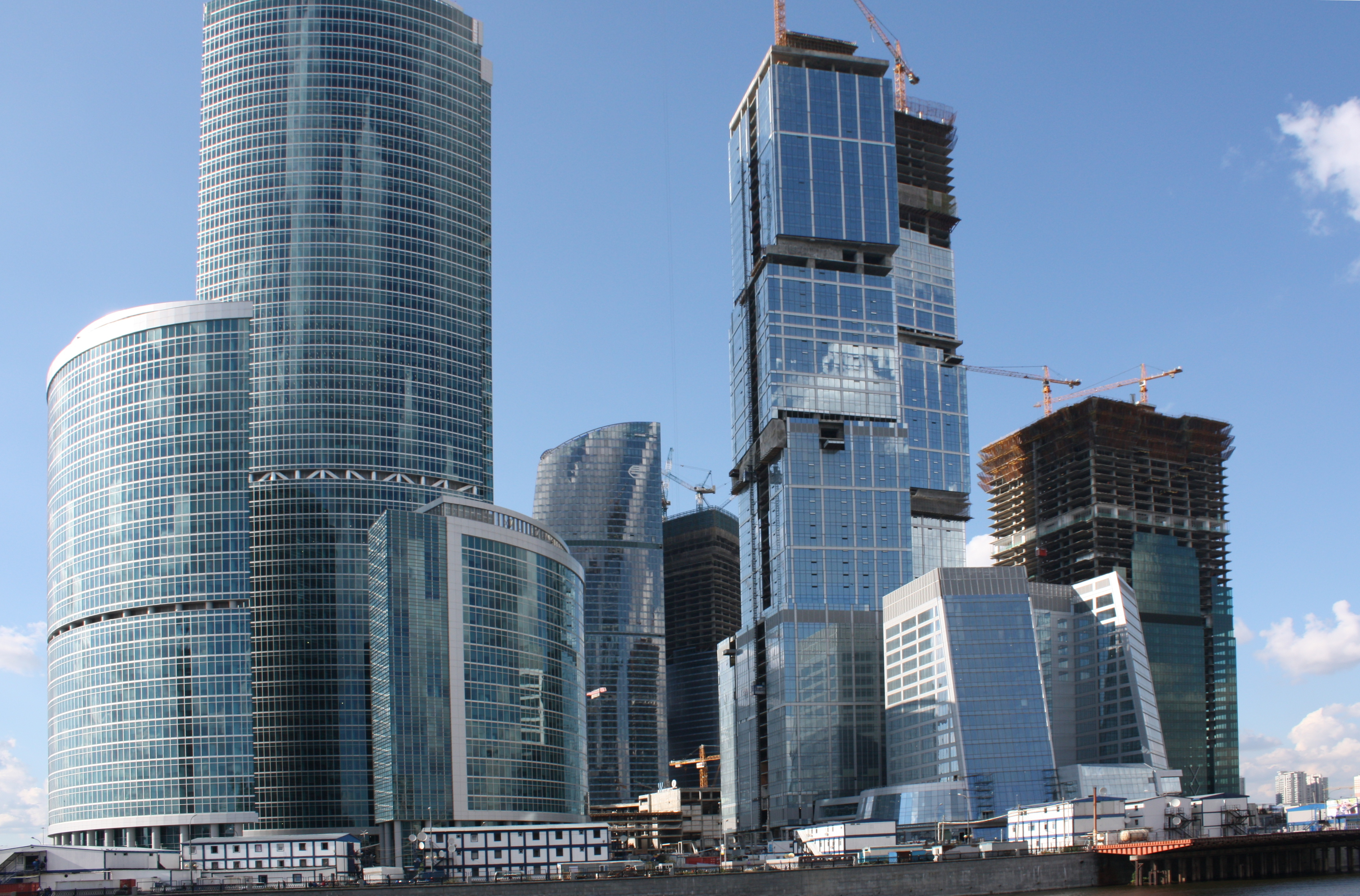
A Moszkvai Nemzetközi Üzletközpont felhőkarcolói 2008-ban
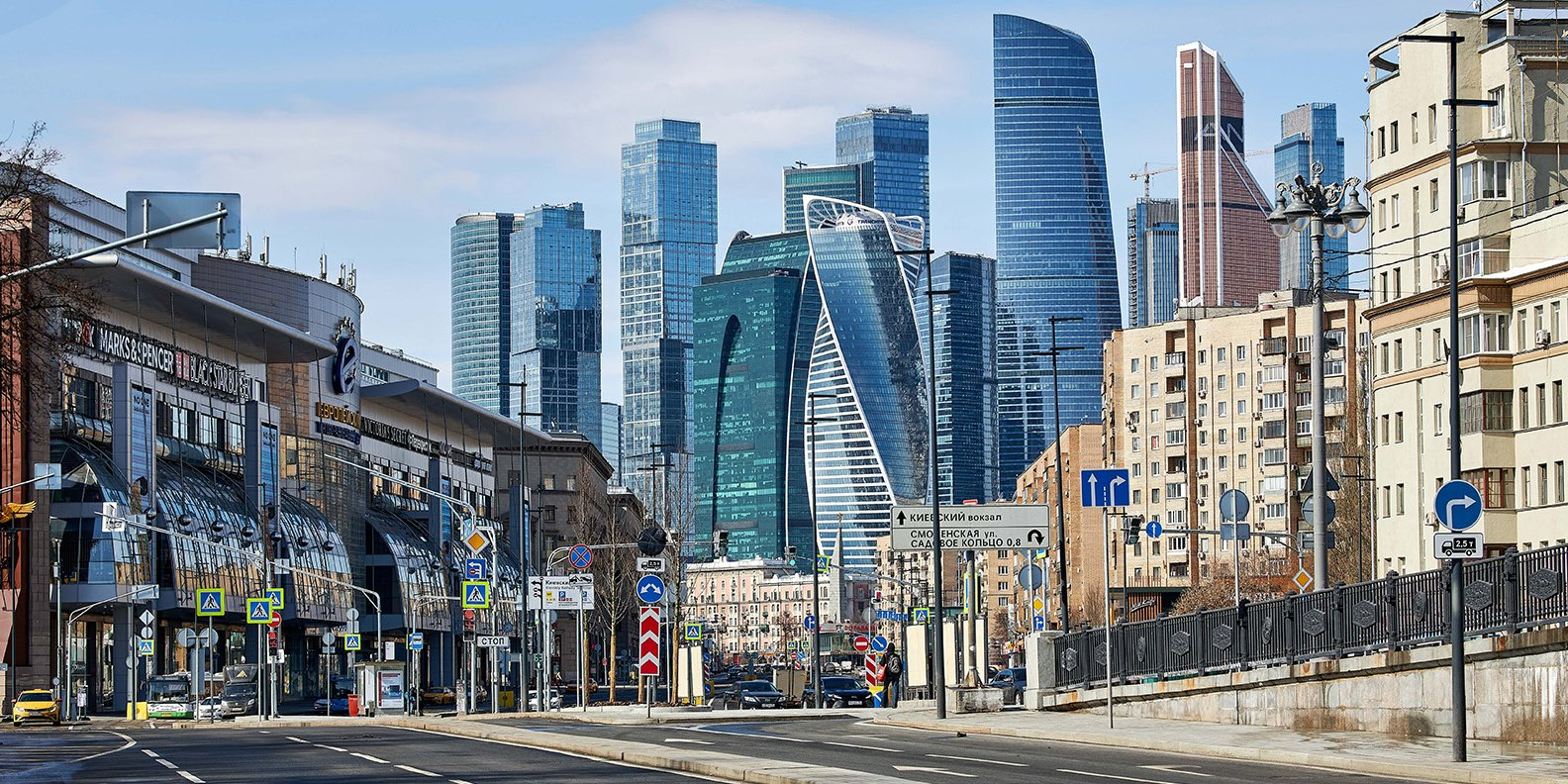
A Moszkvai Nemzetközi Üzletközpont 2020-ban
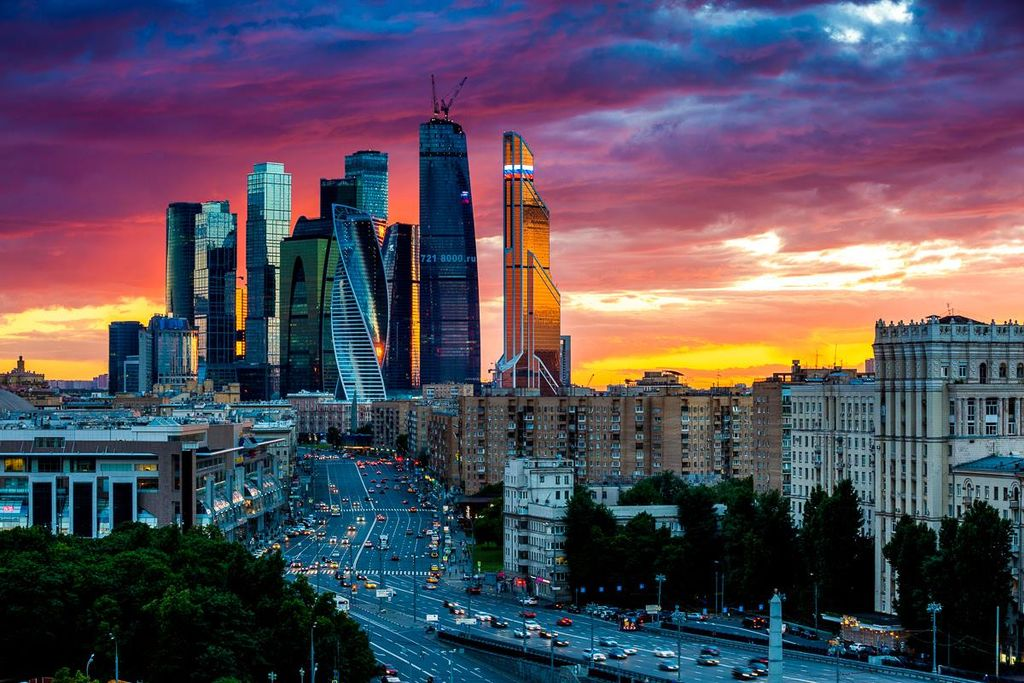
Moszkva modern felhőkarcolói
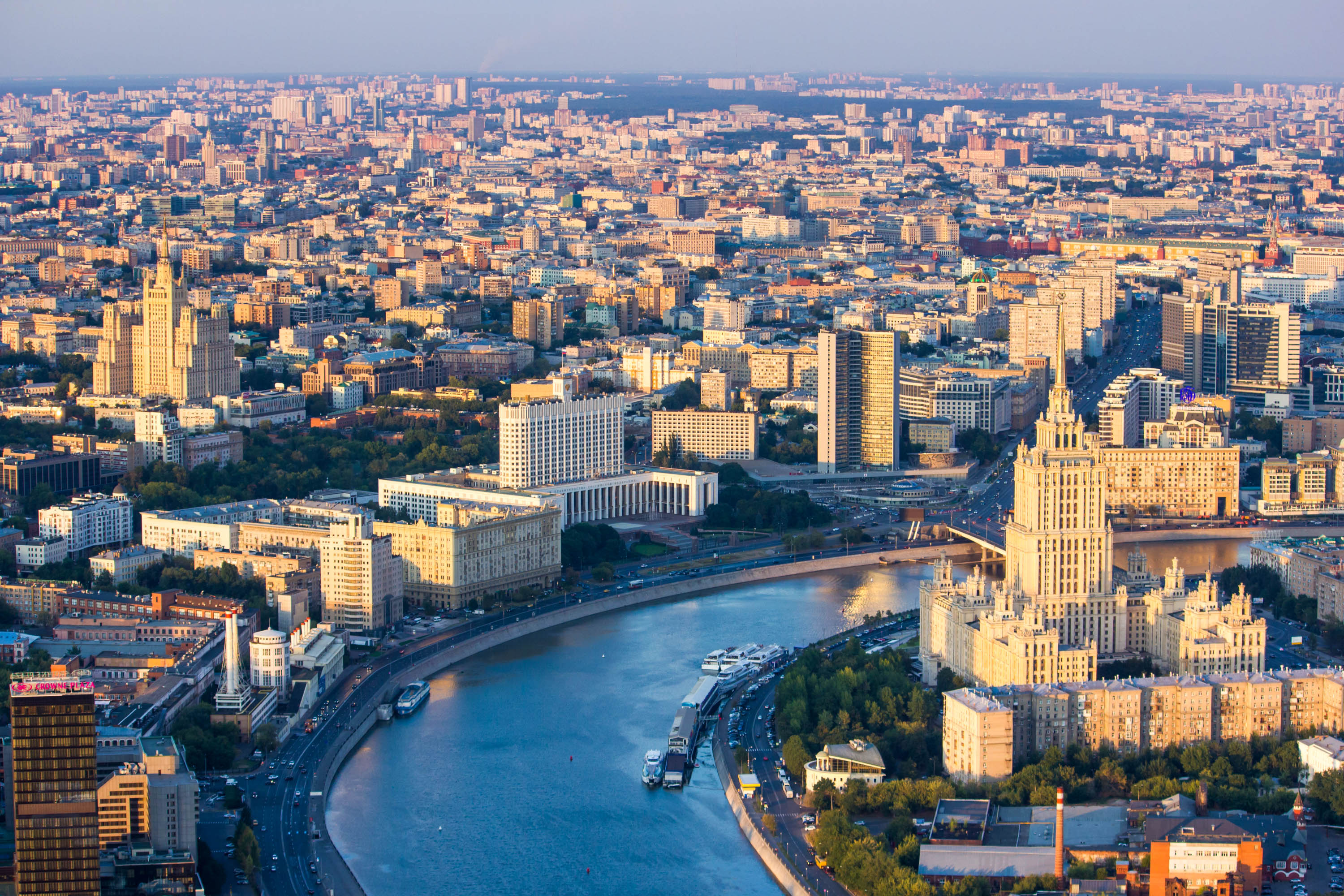
Városkép

### Parkok és kertek
Moszkvában 34 300 hektárnyi zöldövezet, benne 16 600 hektár erdő van. A moszkvaiak pihenését 96 park és 18 kert szolgálja; utóbbiak közül négy botanikus kert.
A Gorkij parkot 1928-ban hozták létre; nevét Makszim Gorkijról kapta. A Moszkva folyó melletti 69 ha-os, területen kis tavak, tánctér, teniszpálya és más sportlétesítmények is találhatóak. Közvetlenül mellette, a Nyeszkucsnij-kertben („Boldog kert”) áll a 15 000 férőhelyes, szabadtéri Zöld Színház. A Nyeszkucsnij-kert Moszkva legrégibb parkja, 1834-ben, amit egyesítettek három uradalmi kertből. Az Izmajlovszkij parkot 1931-ben létesítették; 15,34 km²-es területe hatszor akkora, mint a New York-i Central Park. A 600 hektáros Szokolnyiki parkban egy zöld labirintust is kialakítottak.
A Loszinij Osztrov Nemzeti Park Moszkva külterületén található; 116 km²-éből 30 van a város határán belül. Ez volt Oroszország első nemzeti parkja: 1983-ban nyilvánították azzá, korábban kedvelt vadászterület volt. A park a „Jávorszarvas-sziget” nevet az itt élő jávorszarvasokról kapta.
A Cicin Botanikus Kert 361 hektáron terül el, benne 17 400 taxont írtak le. 170 ritka és veszélyeztetett faj él itt. A parkban 20 000 rózsabokor nő, van benne egy egy 5000 m²-es melegház és egy olyan dendrárium, amelynek tölgyesében a fák átlagéletkora meghaladja a 100 évet.

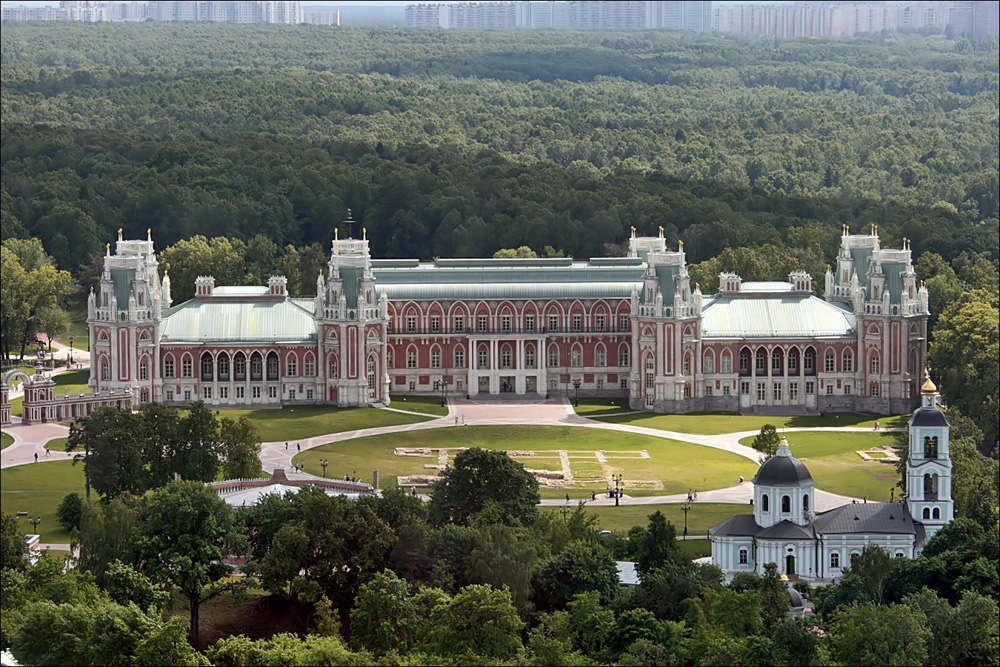
A Caricino park
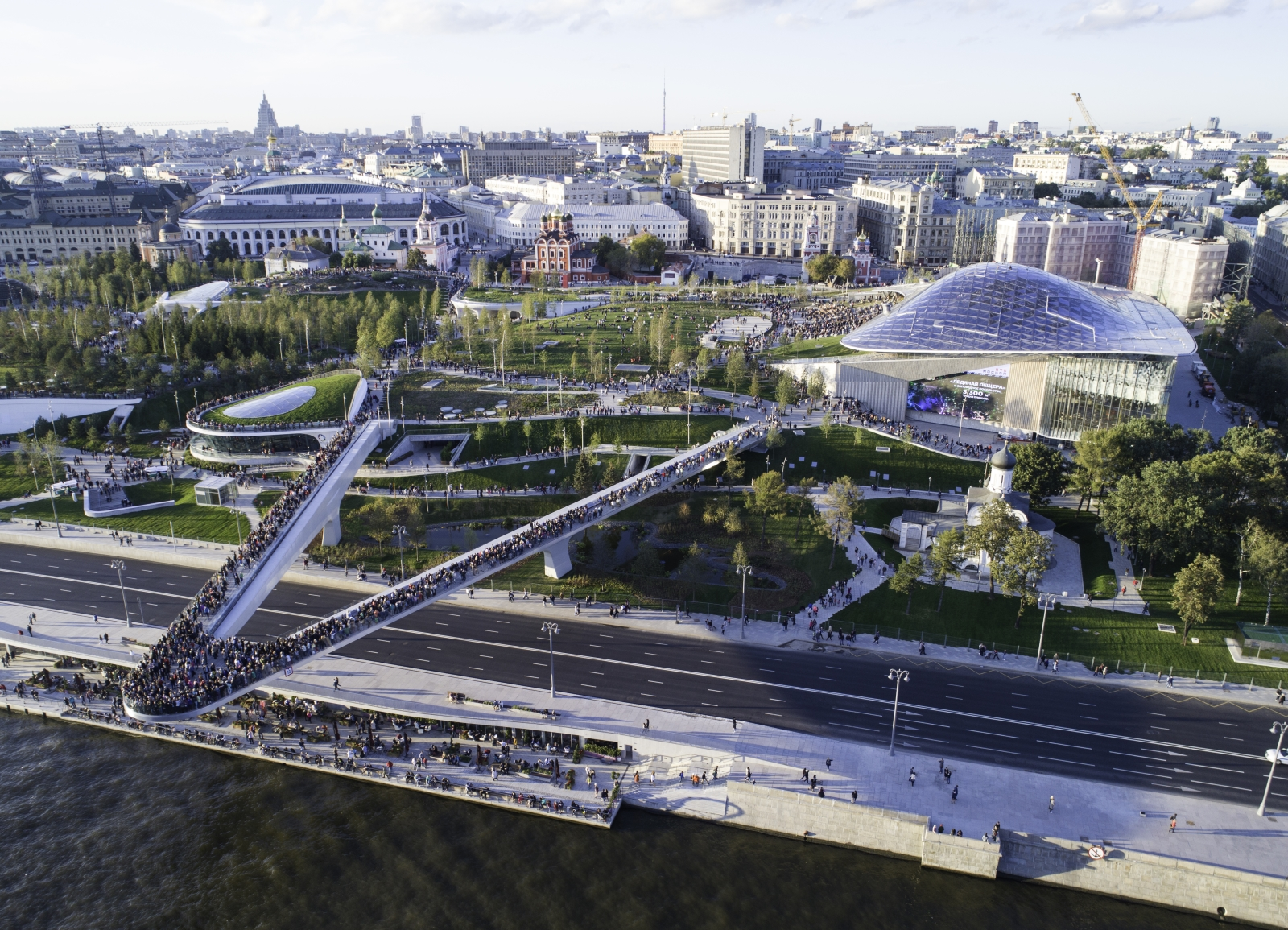
A Zarjagyje (Зарядье) park
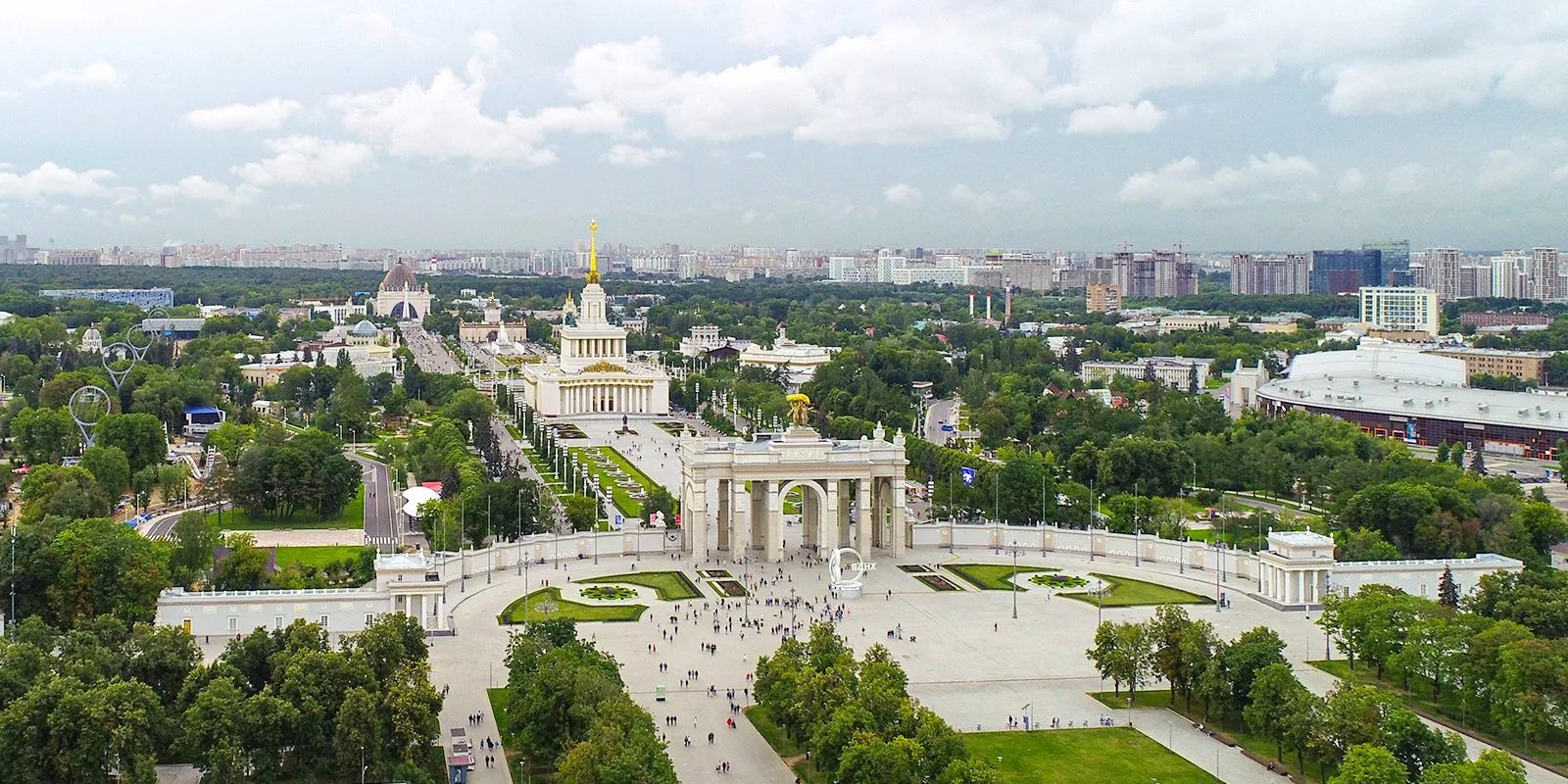
Összoroszországi Kiállítási Központ
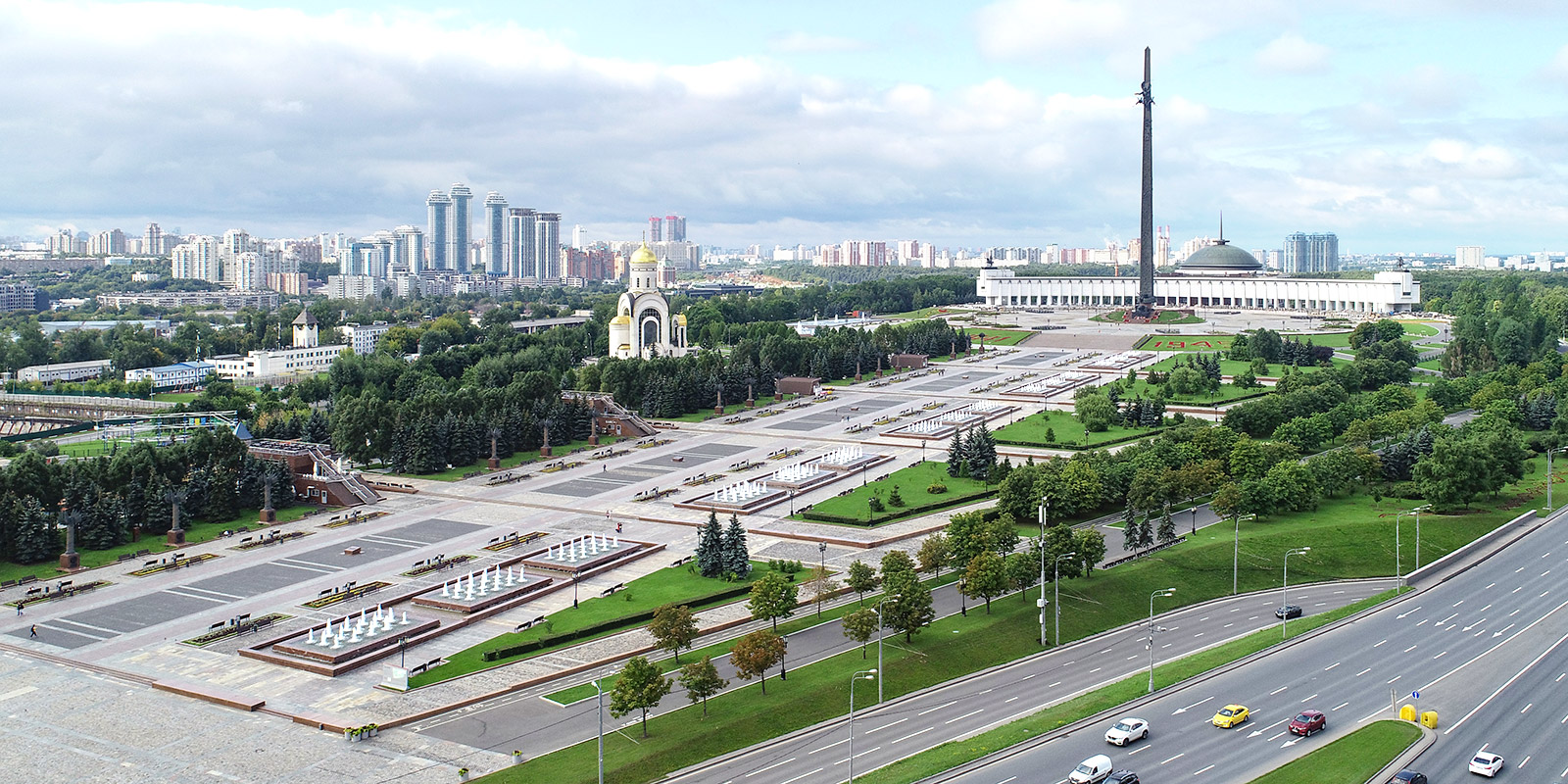
A Győzelem park a Poklonnaja-hegyen

## Kulturális élete

### Múzeumok

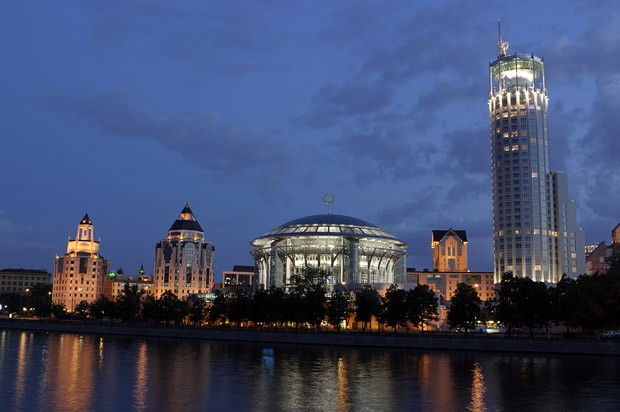
A Moszkvai Nemzetközi Zene Háza

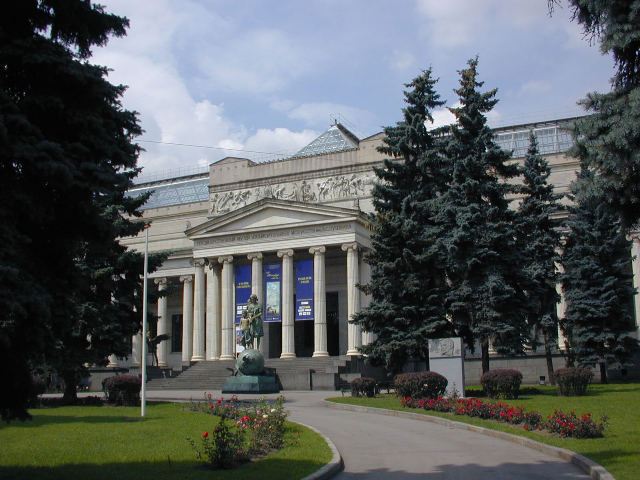
Puskin Múzeum

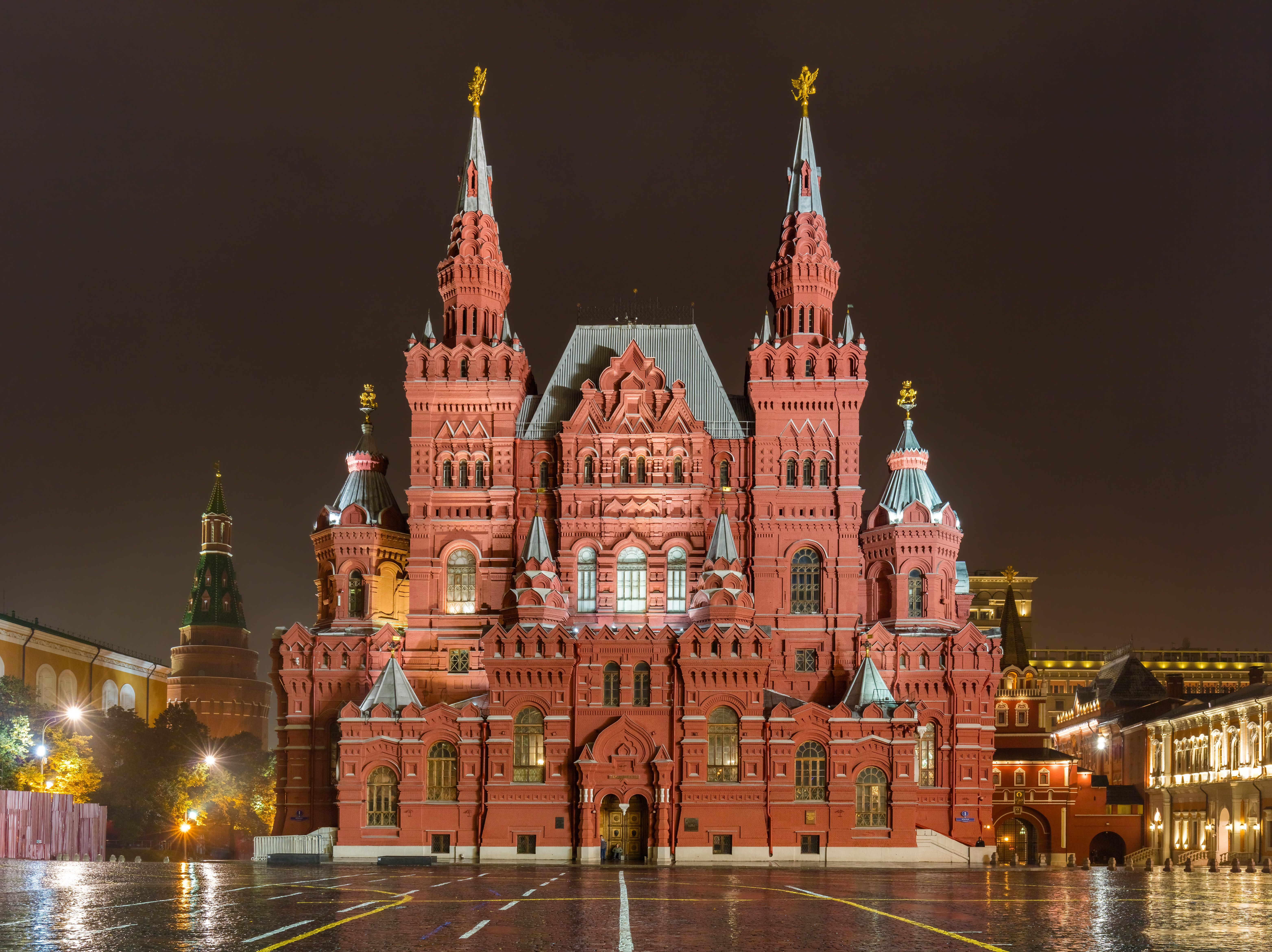
Állami Történeti Múzeum

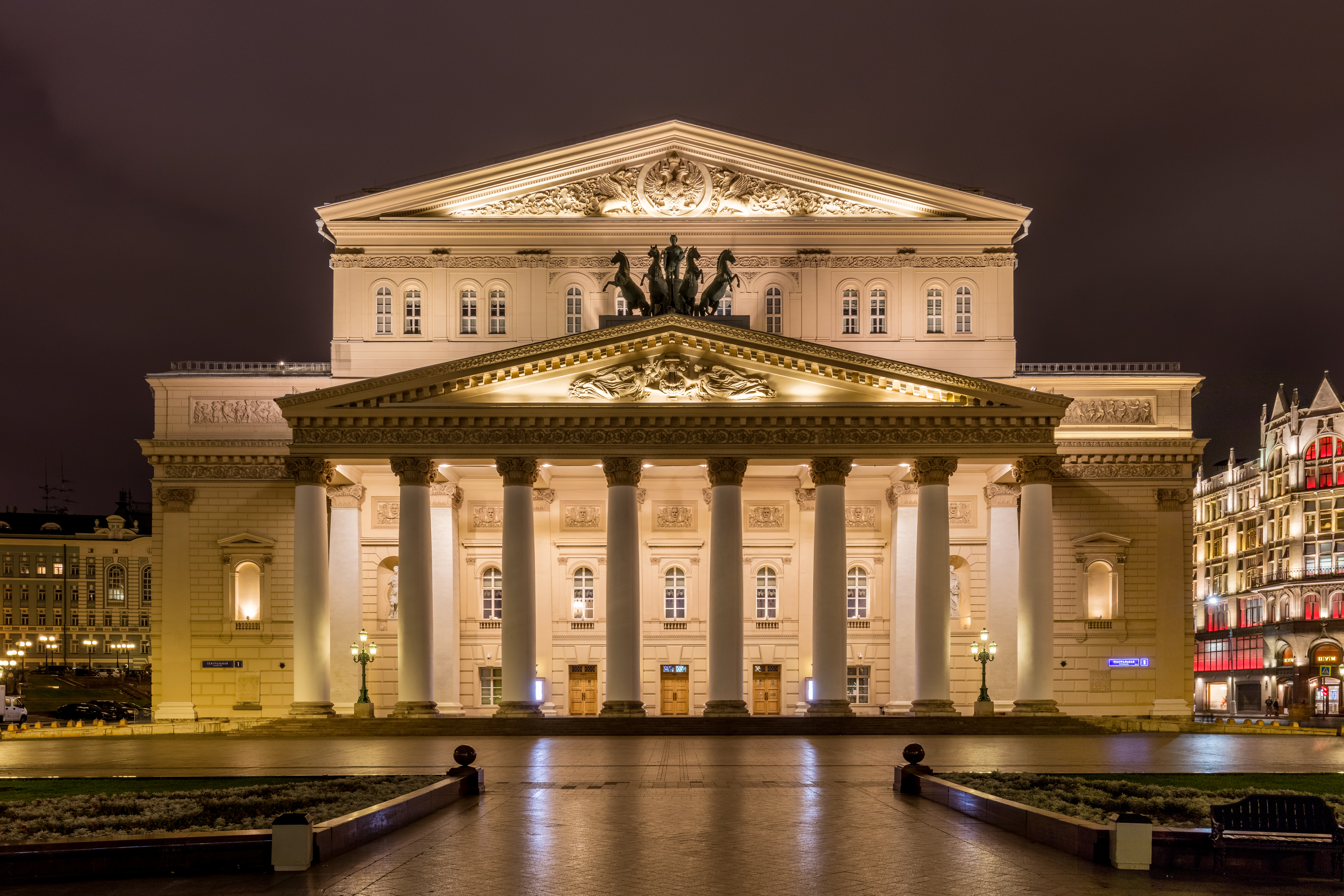
A Moszkvai Nagyszínház

Moszkva az orosz művészetek központja, 61 múzeuma és 27 kiállítóterme van. A legnevesebb művészeti múzeum a Tretyjakov galéria, melyet Pavel Tretyjakov, egy gazdag patrónus alapított. Két épülete van, az úgy nevezett Régi Tretyjakov-galéria, vagyis az eredeti épület a Tretyjakovszkaja metróállomásnál található. Itt klasszikus orosz festményeket lehet megtekinteni, például Ilja Jefimovics Repin vagy a 15. századi híres ikonográfus, Andrej Rubljov munkáit. Az Új Tretyjakov-galéria a Park kulturi metróállomásnál található, a szovjet időkben hozták létre a szovjet művészek munkáinak bemutatására, de kortárs festők, mint Kazimir Malevics és Vaszilij Vasziljevics Kandinszkij alkotásai is helyet kaptak.
A Puskin Múzeum a város szépművészeti múzeuma, melyet mások mellett Marina Cvetajeva apja alapított. A múzeum a londoni British Museumhoz hasonlóan a világ több civilizációját is bemutatja, de találhatóak itt festmények is, többek között Claude Monet, Paul Cezanne vagy Pablo Picasso munkáiból.
Az 1872-ben alapított Történelmi Múzeum a Vörös tér bejáratánál található, és az orosz történelmet dolgozza fel a prehisztorikus időktől napjainkig; a Romanov-dinasztia tagjai is értékes műtárgyakkal gazdagították a múzeum kiállítási darabjait. Több mint 4,5 millió leletet és 12 millió oldalnyi dokumentációt őriznek itt.
Az 1872-ben létérehozott Műszaki Múzeum Oroszország legnagyobb ilyen jellegű múzeuma, ahol különféle találmányokat, köztük egy 18. századi humanoid automatát és az első szovjet számítógépeket is meg lehet tekinteni. Több mint 160 000 kiállítási tárggyal rendelkezik.
A Kutuzov sugárúton található Borogyinó Panorámamúzeum egy 360°-os dioráma, mely a nem messze található emlékművel együtt az 1812-es, Napóleon felett aratott győzelmet ünnepli. A közelben egy katonai történelmi múzeum is látogatható.

### Színház, mozi
Moszkva az előadóművészetek központja is, világhírűek a színházai, a balett- és a filmművészete is. A városnak 99 filmszínháza és 93 színháza van, ezek közül a legismertebb a Nagyszínház (Bolsoj Tyeatr, Большой театр), a Kisszínház (Malij Tyeatr, Малый театр) és a Taganka. A Rosszija Állami Központi Koncertterem gyakran ad otthont balett- és pódium-előadásoknak, pop- és rockkoncerteknek. A Moszkvai Nemzetközi Előadóművészetek Központja, más néven a Moszkvai Nemzetközi Zene Háza 2002-ben nyitotta meg kapuit. Főképp komolyzenei koncerteket tartanak itt, és itt található Oroszország legnagyobb orgonája.
Moszkvában két cirkusz is található: a Moszkvai Nagycirkusz és a Jurij Nyikulinról elnevezett cirkusz a Cvetnoj sugárúton.
A szovjet filmek a filmtörténet fontos részét képezik. A klasszikus szovjet filmek többsége a Moszfilm stúdiójában készült. A Szaljut moziban a Mozimúzeum ritka filmjeiből is vetíteni szoktak.

### Éjszakai élet

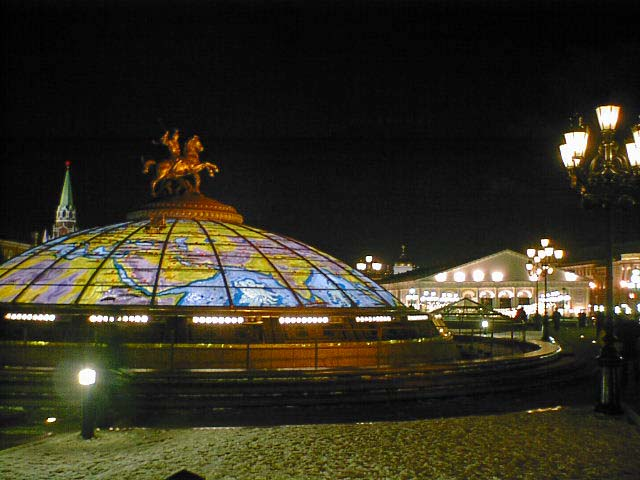
A Manyezsnaja (Manézs) tér éjjel

Moszkva éjszakai élete igen élénk, a legnépszerűbbek a Tverszkaja utcán található szórakozóhelyek. A Manyezsnaja (Manézs) tér és a Vörös tér környékén is sok drága luxusétterem és bár található.
A Tverszkaja utca az üzleteiről is nevezetes, akárcsak a Kitaj-gorod városrészben található Tretyjakovszkij Projezd, ahol többek között Bulgari, Tiffany & Co., Armani, Prada és Bentley üzletek sorakoznak.

### Média
A városnak több saját újságja is van: a Metro, a Gyelovaja Moszkva, a Moszkovszkij Komszomolec, a Moszkovszkaja Pravda, a Kvartyirnij Rjad, a Moszkovszkaja Perszpektyiva, a Moszkovszkaja Torgovlja, a Moszkovszkaja Szreda, a Moszkvicska, a Vecsernyaja Moszkva és a Tverszkaja, 13. Az angol és orosz nyelven megjelent városi folyóiratok: Architecture and Construction in Moscow, Messenger of the Moscow City Mayor and the Moscow City Government, Moscow Magazine. The History of the Russian State, My Moscow, Moszkovszkije Torgi. Moszkvának négy saját televízióadója van, a Tv Centre, a TV Sztolica, a TV Sztolica Plusz és a TV Company VKT. Egy rádióadója van, a Radio-Centre.

## Vallási élete
Moszkvában a legelterjedtebb vallás a kereszténység, a lakosok túlnyomó többsége az orosz ortodox egyházhoz tartozik, mely egy 1997-es törvény szerint az „orosz történelmi örökség” része. Moszkva egyben az ortodox kereszténység központja is. 1917 előtt az „1600 templom városának” is nevezték (город сорока сороков церквей – „a negyvenszer negyven templom városa”). A Szovjetunió megalakulása után nagyon sok templomot lebontottak vagy átalakítottak közösségi házakká; 1991 után több ilyen templomot is helyreállítottak, például a Megváltó Krisztus-székesegyházat, és a vallás újra az orosz életmód részévé vált.
A városban tíz kolostor, 875 ortodox templom (82 építés alatt), hat mecset, hat zsinagóga, öt buddhista imahely (két templom építés alatt) található; az örmény apostoli ortodox egyháznak két temploma van Moszkvában, kettő építés alatt; van két római katolikus templom és három református templom is. Moszkva 72 temetője közül a leghíresebb a Novogyevicsij-kolostor temetője, ahol többek között Csehov, Hruscsov és Jelcin is nyugszik. A Vagankovszkoje temetőben található az egyik leghíresebb orosz előadóművész, Vlagyimir Viszockij sírja.
Moszkvában jelentős számú muszlim él, becslések szerint számuk kettő és három millió között lehet (az illegális bevándorlás miatt nincsenek pontos adatok), miközben a városvezetés nem engedélyezi több mecset építését. Ezen kívül zsidó és buddhista vallásúak is élnek a városban.

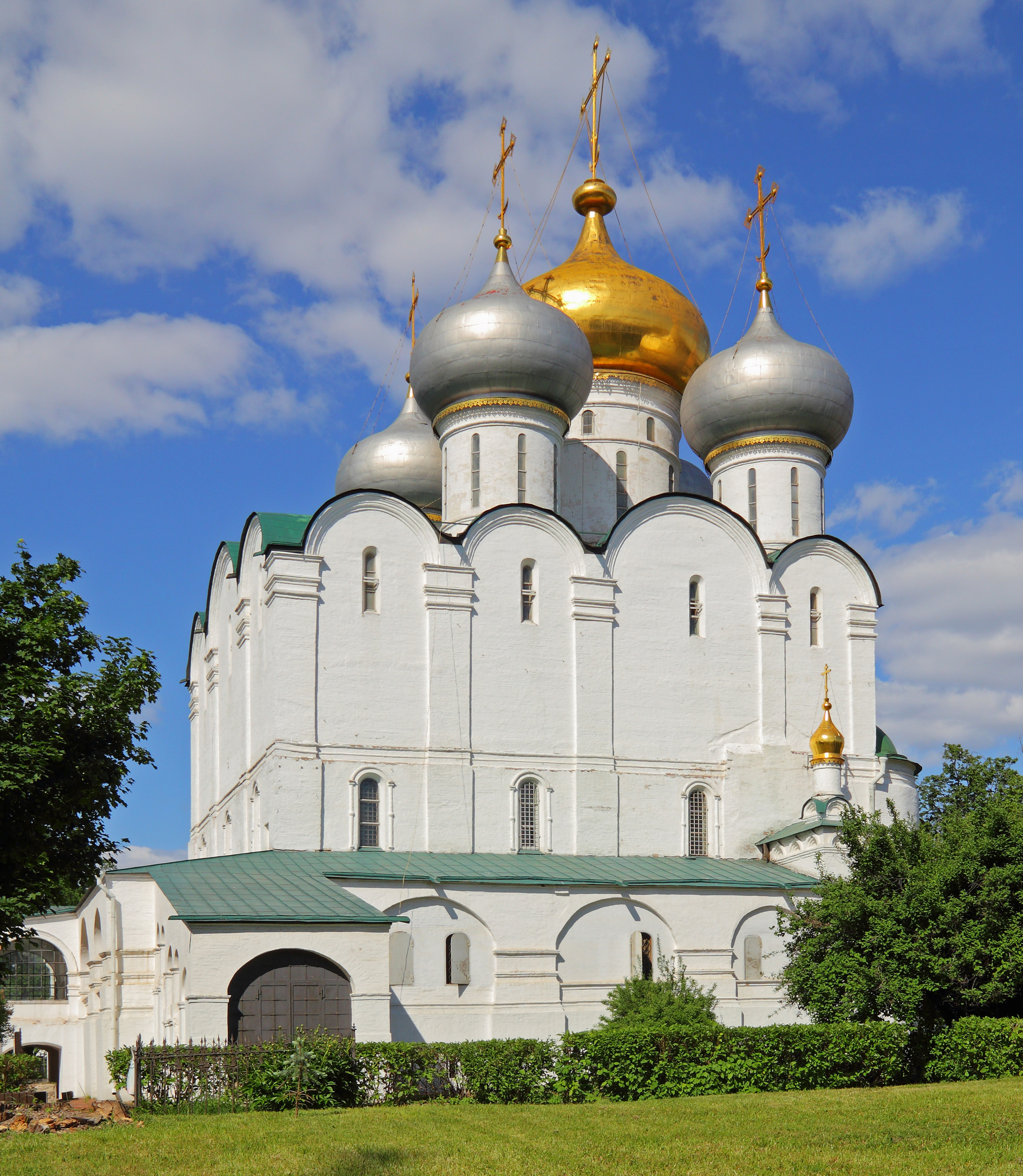
A Novogyevicsij-kolostor és a Szmolenszki székesegyház
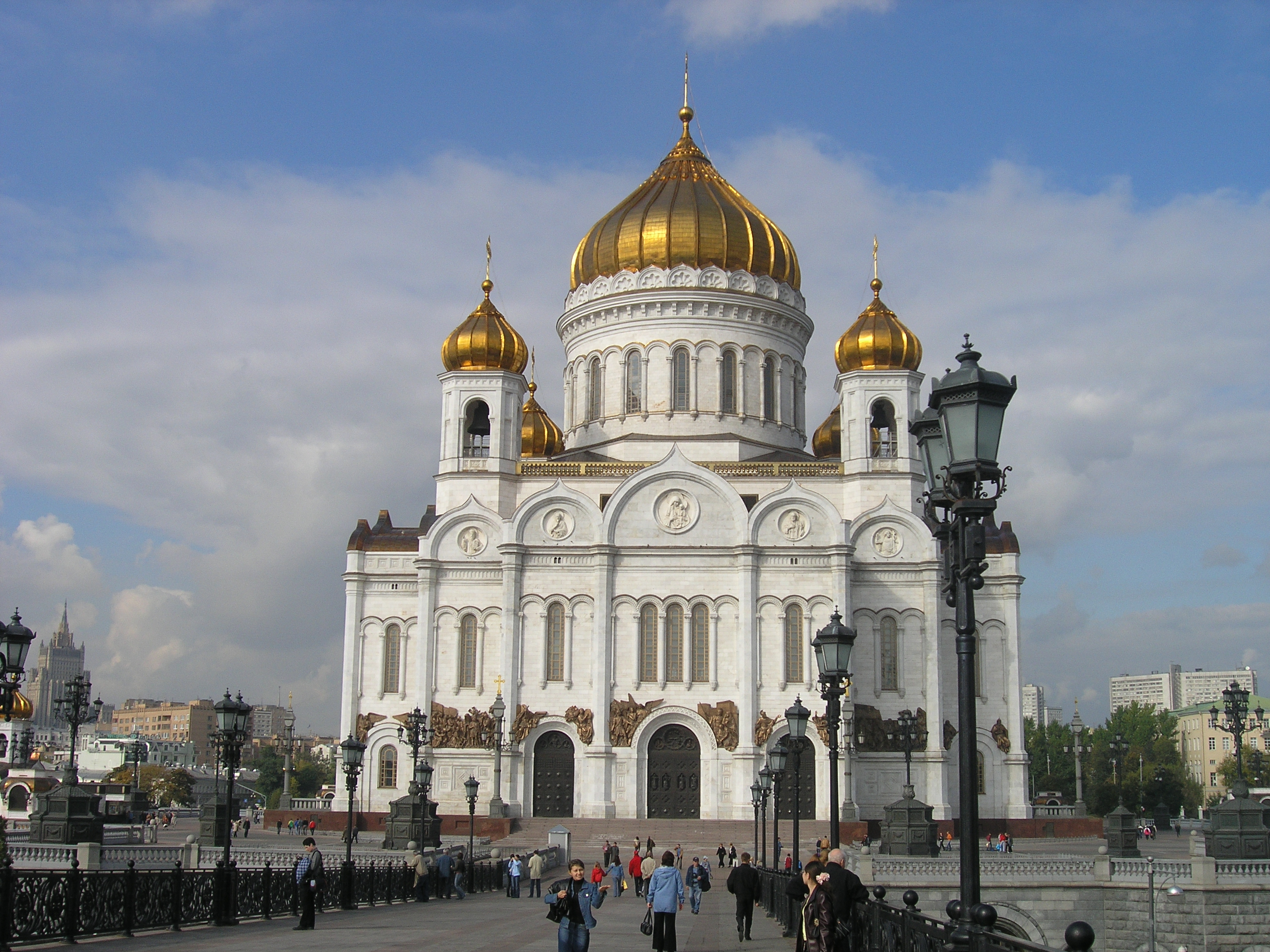
Megváltó Krisztus-székesegyház
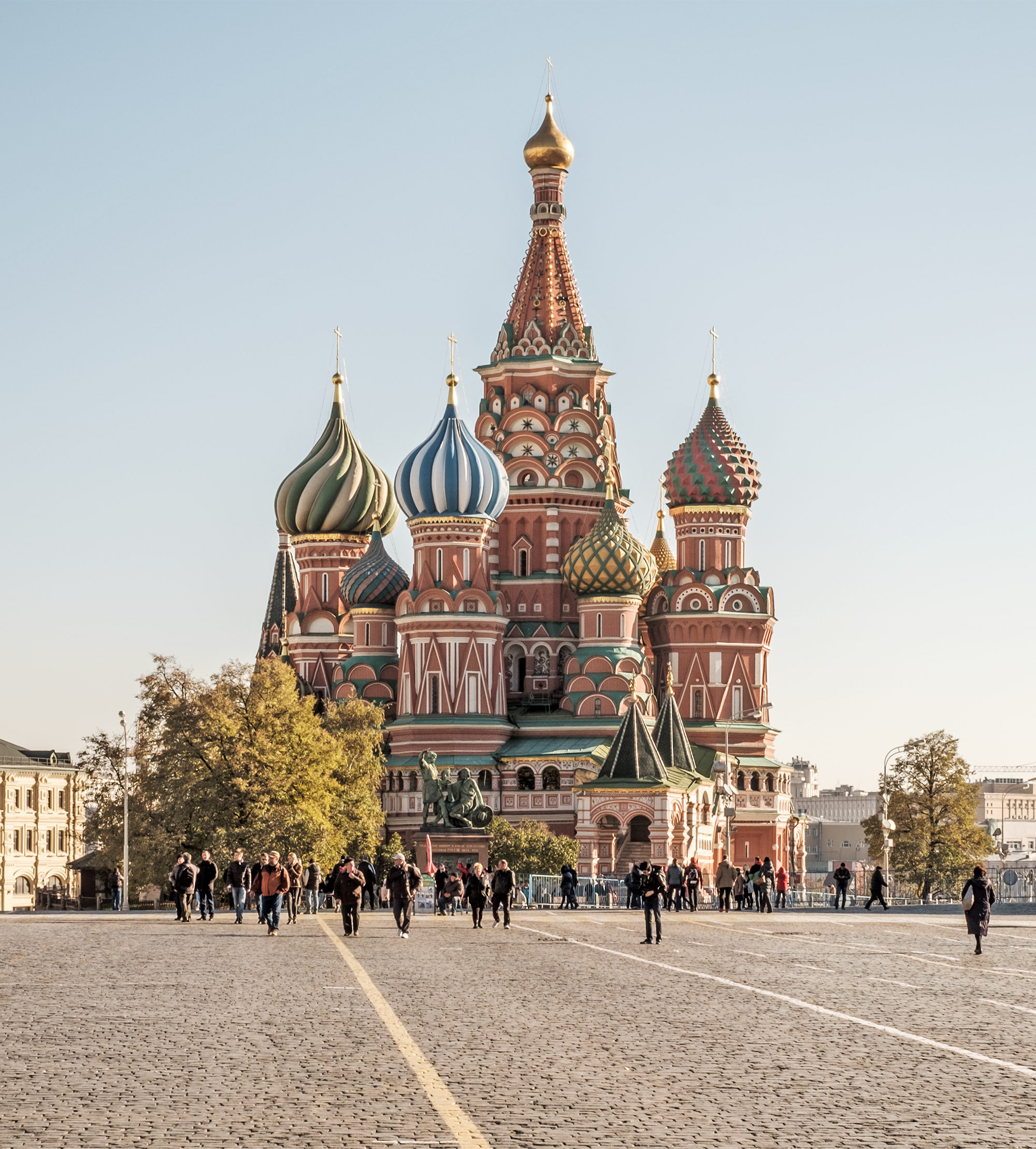
Boldog Vazul-székesegyház

## Oktatás és tudományos élet

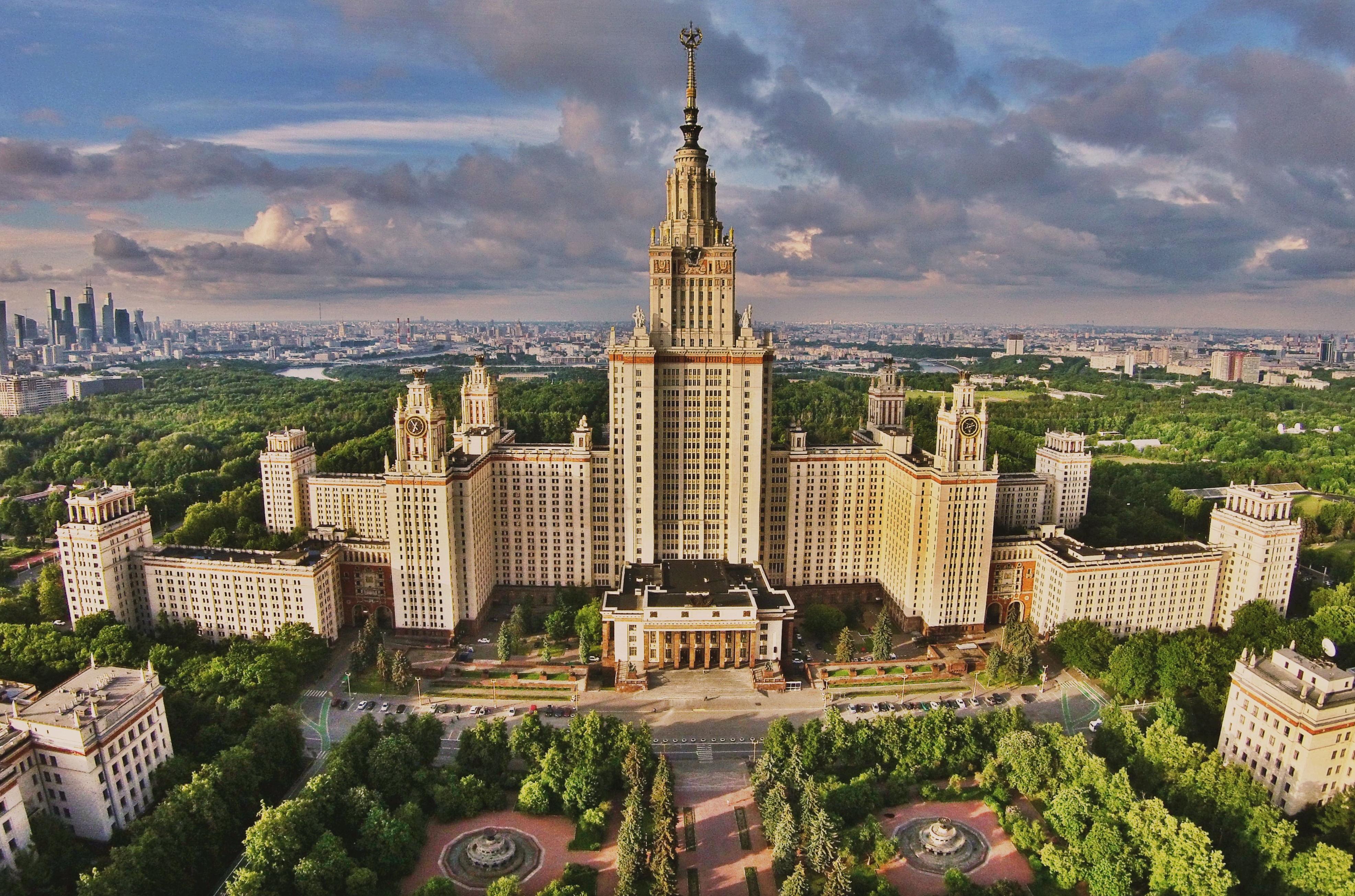
A Moszkvai Állami Egyetem főépülete

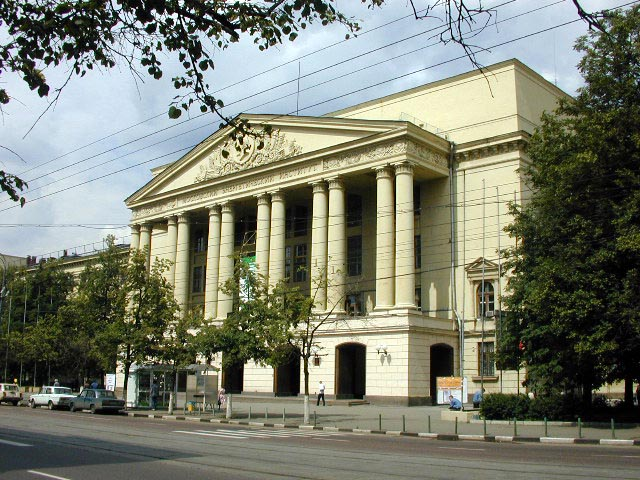
A Moszkvai Villamosmérnöki Főiskola épülete

Moszkvában 1750 középiskola, 276 felsőoktatási intézmény, ebből 60 egyetem és 87 főiskola található, ezek közül a legismertebb és legnagyobb a Moszkvai Állami Egyetem, melyet 1755-ben alapítottak. Az egyetem főépülete a híres sztálini Hét nővér egyike, a Veréb-hegyen (Vorobjovi Gori) áll, 240 m magas. Az egyetemnek 600 épülete, 29 kara és több mint 350 tanszéke van, ezen kívül 15 kutatóintézet, 22 kutatólaboratórium, 4 múzeum, könyvtár, nyomda, könyvesbolt és nyolc kollégium (diákszálló) tartozik hozzá. Több mint 47 000 hallgatója és 15 000 dolgozója van, ezen felül pedig 4000 oktató és 5000 kutató dolgozik az egyetemen.
A Moszkvai Állami Műszaki Egyetemet 1830-ban alapították, 19 000 hallgatója és 3500 oktatója van, az egyetemen 300 külföldi tanul.
Moszkva Oroszország és a FÁK államainak pénzügyi központja, így sok üzleti iskola van a városban, ezek közül a legismertebbek a Plehanov Közgazdaságtani Akadémia, az Oroszországi Föderáció Kormányának Pénzügyi Akadémiája (Финансовая академия при Правительстве Российской Федерации), Az Új Közgazdaságtani Iskola, az Állami Közigazgatási Egyetem és a Közigazgatási Főiskola.
A Moszkvai Állami Konzervatóriumot 1866-ban alapították, itt tanult többek között Sergey Rachmaninov és Aram Hacsaturján is.
1919-ben alapították a világ első filmművészeti egyetemét, a Geraszimov Állami Filmművészeti Egyetemet. Tanított itt Szergej Eisenstein és Vszevolod Pudovkin, végzősei között pedig olyan nevek találhatóak, mint Andrej Tarkovszkij, Vaszilij Suksin filmrendező és Alekszandr Petrov rajzfilmes.
A Nemzetközi Kapcsolatok Intézetét (MGIMO) 1944-ben hozták létre, ez Oroszország legismertebb diplomáciai iskolája, körülbelül 4500 hallgatója van, könyvtárában pedig 700 000 könyv található, ebből 20 000 ritkaságszámba megy.
A Moszkvai Fizikai és Műszaki Egyetemen számos Nobel-díjas tudós végzett, például Pjotr Kapica atomfizikus vagy Lev Landau fizikus.
A szovjet korszakban alapított felsőoktatási intézmények többsége műszaki tanulmányokra ad lehetőséget, a 21. századi Moszkvában azonban a kereskedelmi és magániskolák is megjelentek, és számos kurzust tartanak leendő üzletemberek és felsővezetők számára. Sok egyetem ajánl a hallgatóinak nemzetközileg elfogadott diplomát, posztgraduális képzést és külföldi tanulási lehetőséget.
Moszkva a tudományos élet egyik fontos helyszíne, itt található például az Orosz Tudományos Akadémia központja, a Kurcsatov Intézet, ami Oroszország vezető kutatóintézete a nukleáris energia területén; a Landau Elméleti Fizikai Intézet, az Elméleti és Kísérleti Fizika Intézete, a Kapica Fizikai Problémák Intézete és a Sztyeklov Matematikai Intézet.
Moszkvában 440 könyvtár (ebből 168 gyermekkönyvtár) lelhető fel, és itt székel az Orosz Állami Könyvtár is, ahol 247 nyelven több mint 43 millió tétel található, (ebből 16,7 millió könyv, 12,9 millió folyóirat, több mint 650 000 db újság és 148 000 db térkép) naponta körülbelül 4000 olvasó látogatja, a digitális könyvtárat pedig napi nyolcezer. 36 olvasóterme van 2277 ülőhellyel és 207 számítógéppel.
Oroszország Nyilvános Állami Történeti Könyvtárát 1863-ban hozták létre, 112 nyelven négy millió tétel (ebből 2,5 millió könyv) található itt, orosz történelem, világtörténelem, heraldika, numizmatika és tudománytörténet témakörökben.

## Turizmus

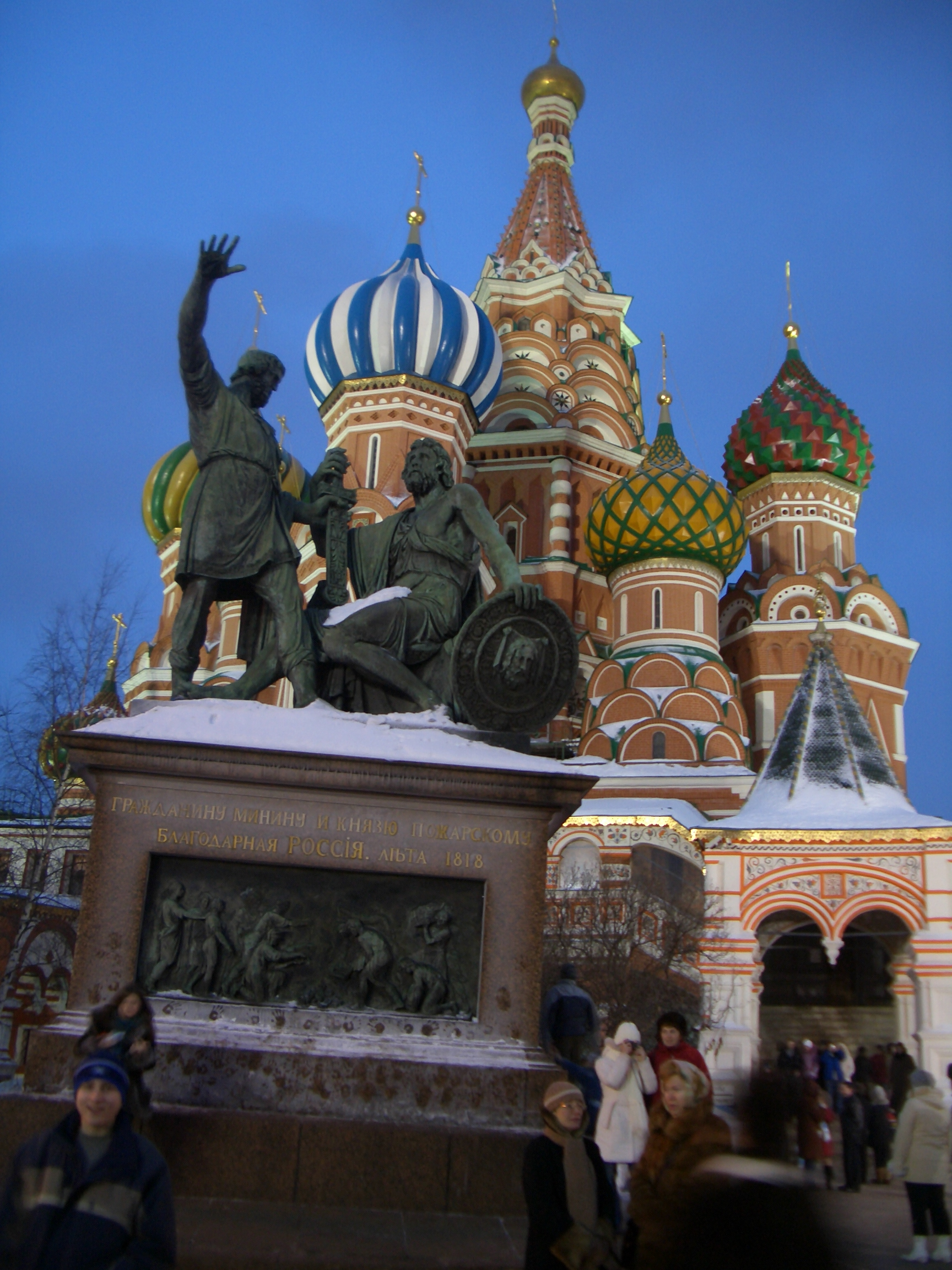
A Vaszilij Blazsennij templom a Vörös téren, előtte Minyin és Pozsarszkij szobra

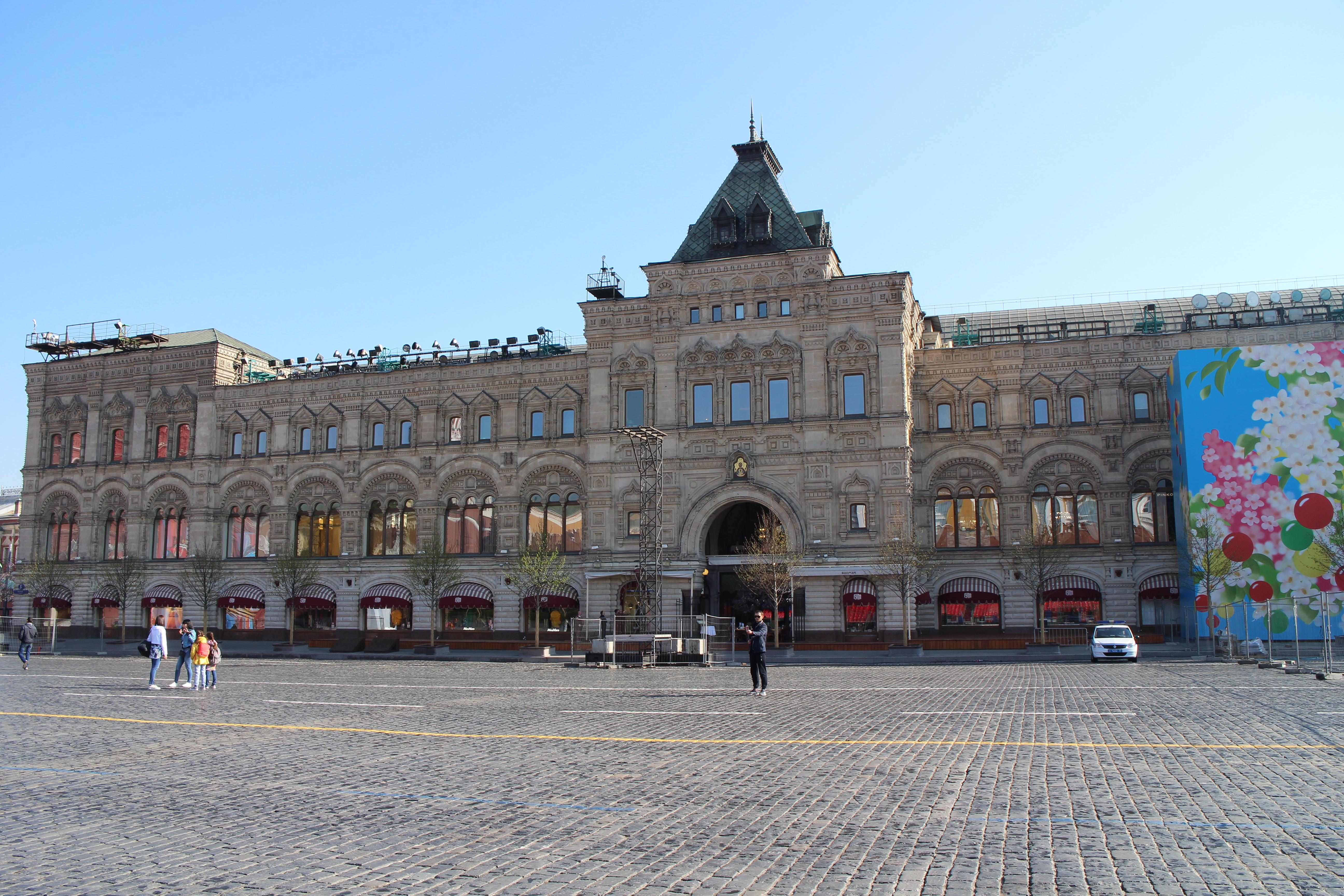
A GUM áruház

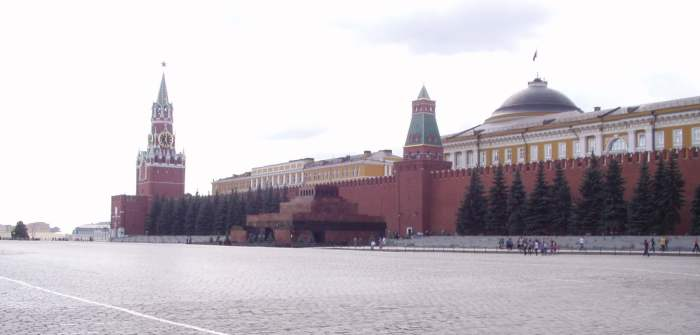
A Vörös tér és Lenin mauzóleuma (középen)

Moszkva egyre népszerűbb célpont a turisták körében. A Moszkvai Turisztikai Bizottság jelentése szerint 2005-ben a városba látogató turisták száma meghaladta a 3,5 milliót, és ez a szám évente 200–500 000-rel növekszik. A legtöbb látogató Németországból, az USA-ból, Törökországból, az Egyesült Királyságból, Olaszországból, Kínából, Izraelből, Japánból és Spanyolországból érkezik.
A város UNESCO által a világörökségi listára felvett ismertebb látványosságai közé tartozik a Kreml és a Vörös tér, a kolomenszkojei Mennybemenetel-templom, melyek mind a 14–17. század között jöttek létre. Népszerű turistacélpont még a Moszkvai Állatkert.
Moszkva a 9288,2 kilométer hosszú transzszibériai vasútvonal nyugati végállomása. A várost leginkább tél közepén érdemes meglátogatni, amikor a hófödte város festői látványt nyújt, mivel azonban a hőmérséklet gyakran süllyed -25 °C alá, nyáron vagy kora ősszel kényelmesebb odalátogatni.
Moszkvában 2008-ban 189 szállodát tartottak hivatalosan nyilván, ezek közül tizenhárom volt ötcsillagos.

### Látnivalói
- Kolomenszkoje: skanzen
- Kreml: kormányzati negyed, Moszkva legrégebbi épületegyüttese, a világörökség része.
- Kuszkovo
- Manyezs
- Osztankinói tévétorony, 2003-tól ismét Eurázsia legmagasabb épülete
- Osztankinói Seremetyev kastély: épült 1791–1798 között
- Vörös tér: az ünnepi felvonulások helyszíne
  - Lenin-mauzóleum, korábban pár évig Lenin és Sztálin közös mauzóleuma.
  - Vaszilij Blazsennij-székesegyház (Boldog Vazul-székesegyház): 1555–1561 között épült, hagymakupoláiról ismert.
- Sukov-rádiótorony
- Megváltó Krisztus-székesegyház
- Kadasi Feltámadás-templom
- Moszkvai Állatkert
- Moszkvai Állami Egyetem tornya, kilátó
- A moszkvai metró legtöbb belvárosi állomása
- Kilátás a Veréb-hegyről

Múzeumok
- Állami Tretyjakov Galéria
- Puskin Múzeum
- Összoroszországi Kiállítási Központ (VDNH, VVC)
- KGB Múzeum
- Apple Múzeum

## Infrastruktúra

### Közlekedés

#### Közösségi közlekedés

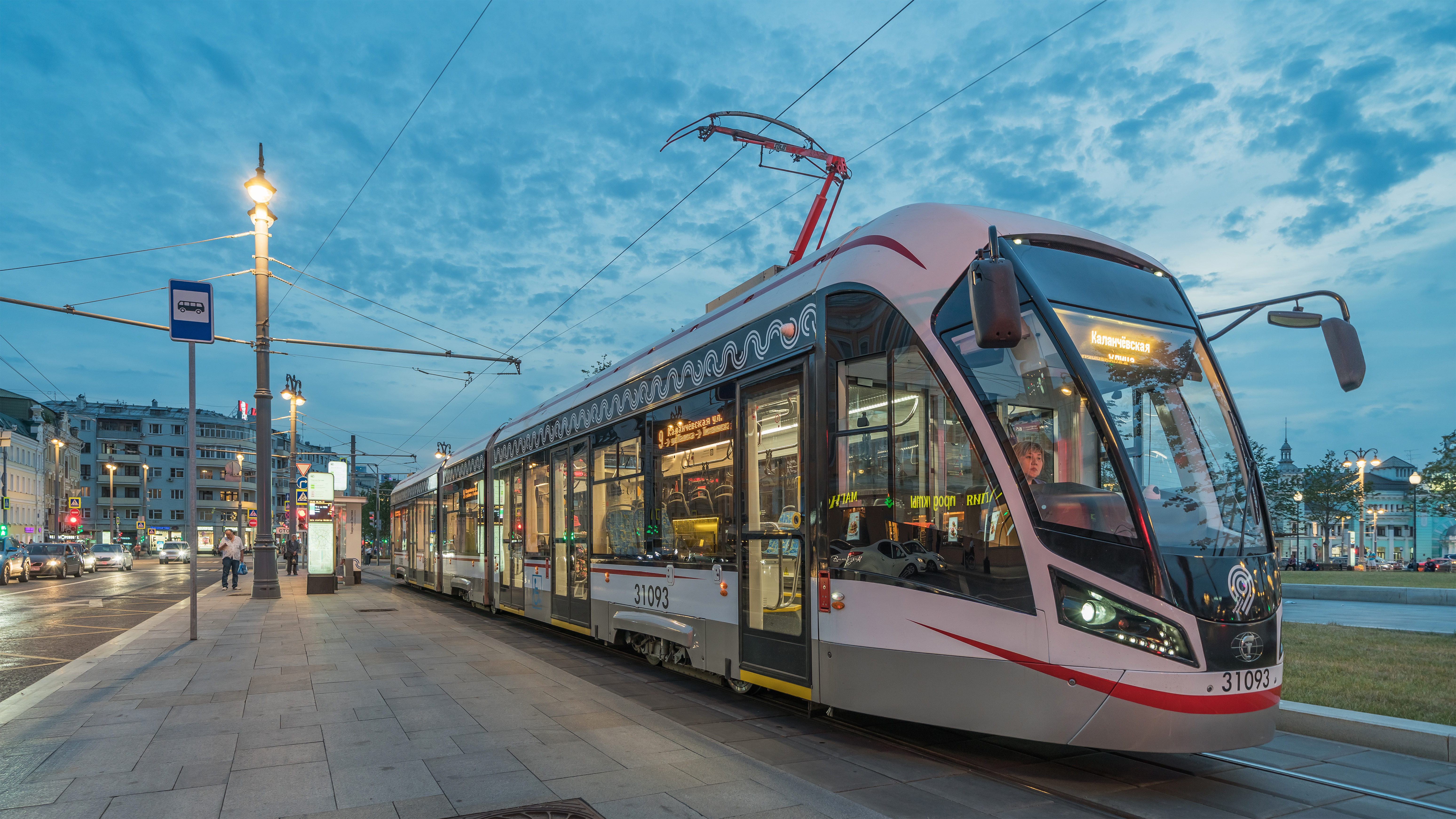
Villamos Moszkvában

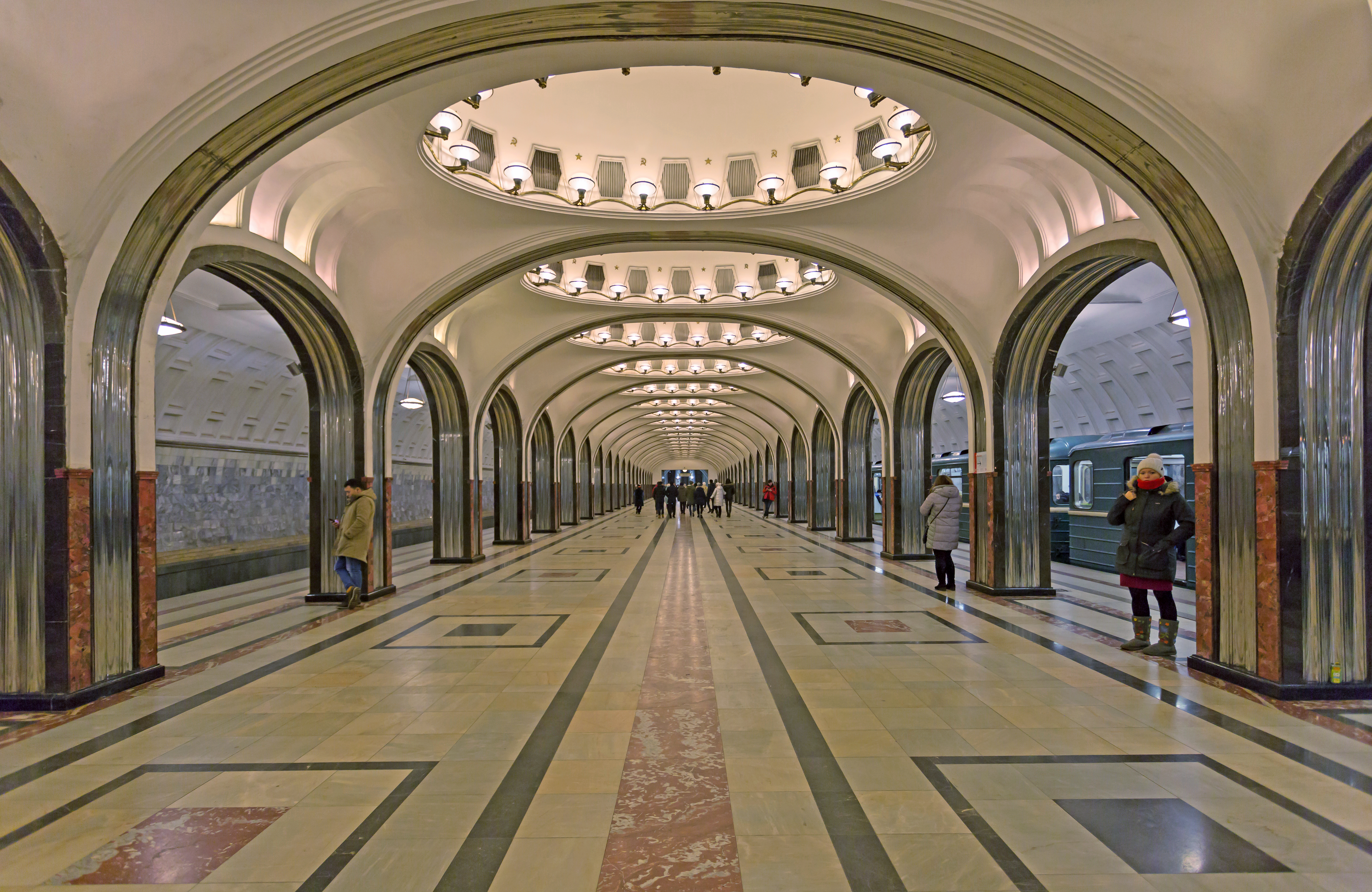
A Majakovszkaja metróállomás

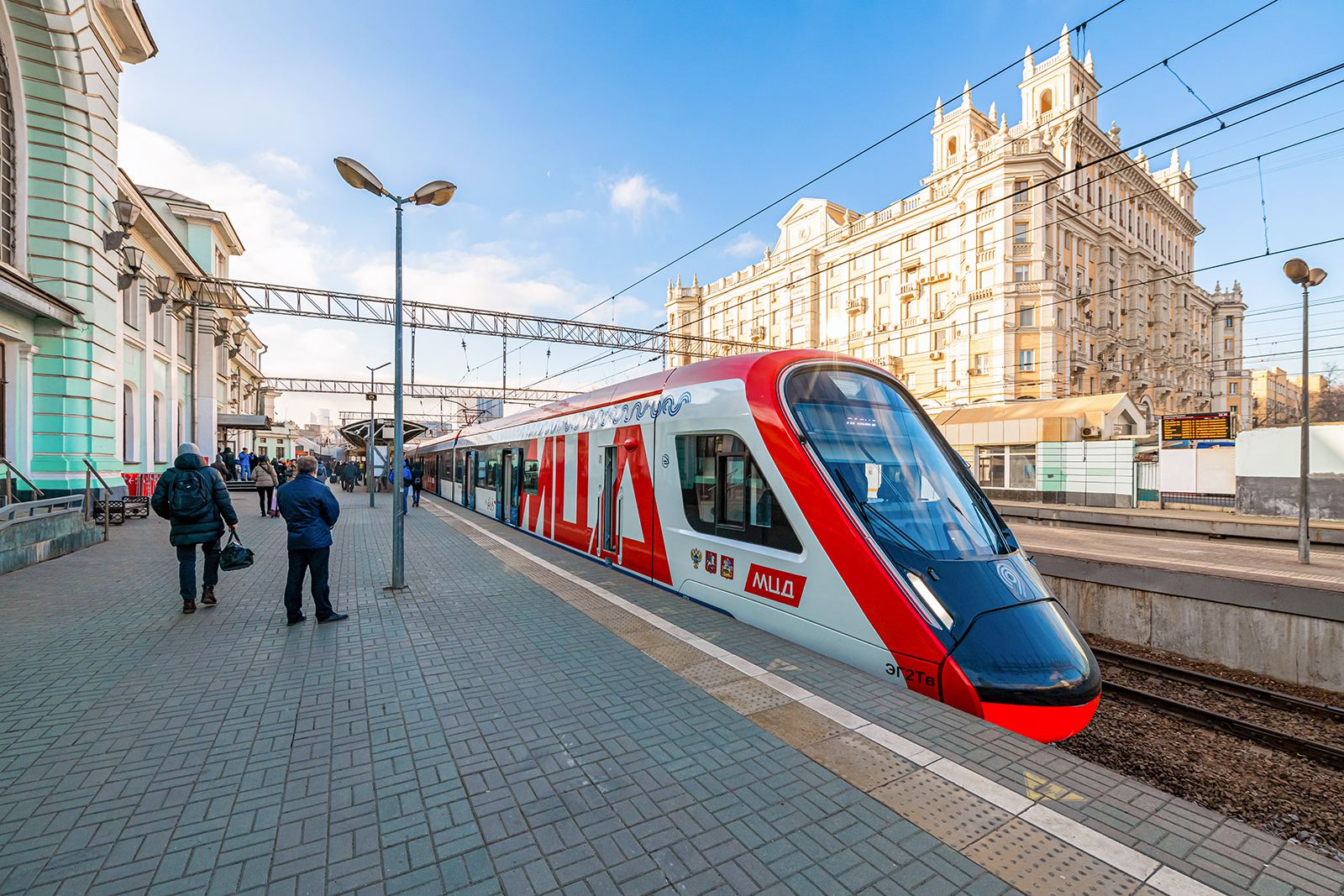
EG2Tv érkezése

A helyi közlekedés fontos eleme a moszkvai metró, amelynek első vonalát 1935-ben adták át. 14 metróvonala és több mint 200 állomása van (az egysínű vasúttal együtt); az állomások egy része nagyon szép látvány mozaikokkal és kandeláberekkel. A metró a világ egyik legnagyobb forgalmat bonyolító metrója, naponta kilencmillió utas használja, csúcsidőben 90 másodpercenként követik egymást a szerelvények.

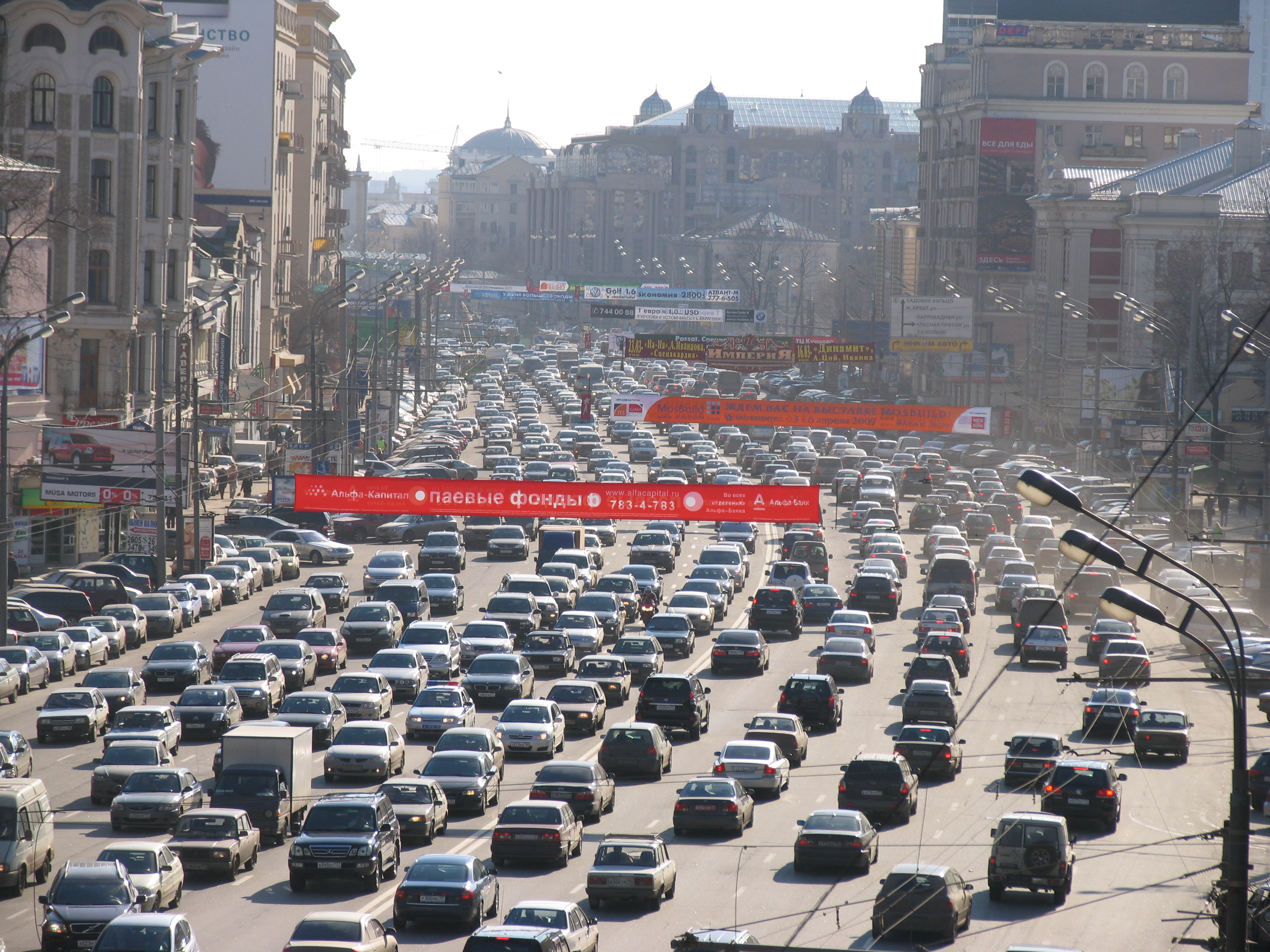
Csúcsforgalom

Mivel más városokéval összehasonlítva a moszkvai metróállomások távol esnek egymástól (helyenként 4 kilométernyire is), a város jól kialakított buszvonalhálózattal is rendelkezik; a 6155,3 km-es buszhálózatban 5528 autóbusz közlekedik 612 útvonalon; 103 útvonalon, 969,6 km-es hálózatban 1658 trolibusz jár; a villamoshálózat hossza 435,9 km és 43 útvonalon közlekednek. A moszkvai tömegközlekedés évente több mint 1 103 400 000 utast szállít.
A városnak kilenc vasúti pályaudvara van:
- Belorusz pályaudvar (Белорусский вокзал)
- Kazanyi pályaudvar (Казанский вокзал)
- Kijevi pályaudvar (Киевский вокзал)
- Kurszki pályaudvar (Курский вокзал)
- Leningrádi pályaudvar (Ленинградский вокзал)
- Paveleci pályaudvar (Павелецкий вокзал)
- Rigai pályaudvar (Рижский вокзал)
- Szavjolovói pályaudvar (Савёловский вокзал)
- Jaroszlavli pályaudvar (Ярославский вокзал)

A Jaroszlavli pályaudvar a Transzszibériai vasútvonal kiindulópontja.

#### Közúti közlekedés
A főváros belső kerületeiben gyakoriak a forgalmi dugók, sok családnak van autója. 2008-ban körülbelül 2,9 millió személyautó közlekedett a moszkvai utakon. A főútak gépkocsiforgalmát a város külső kerületeiben futó moszkvai autókörgyűrű (rövidítése: MKAD) és a kb. 50 km-rel kijjebb létesített külső központi autókörgyűrű (A-113, rövidítése: CKAD) tehermentesíti.

#### Repülőterek
Moszkva repülőterei: 
- Seremetyjevói nemzetközi repülőtér (IATA: SVO, ICAO: UUEE),
- Domogyedovói nemzetközi repülőtér (IATA: DME, ICAO:  UUDD),
- Bikovói repülőtér (IATA: BKA),
- Vnukovói nemzetközi repülőtér (IATA: VKO, ICAO: UUWW),
- Zsukovszkiji nemzetközi repülőtér (IATA: ZIA, ICAO: UUBW)
- Mjacskovói teherforgalmi repülőtér (ICAO: UUWM).

Ezek a repterek 2008-ban 92 légitársaságot és 43,5 millió utast szolgáltak ki.

### Közművek
A város 2008-ban 65 800 000 Gcal hőt, 41 036 TWh elektromos áramot, 1,654 milliárd m³ vizet fogyasztott és naponta 51 000 m³ szemetet termelt. Az úthálózat hossza 4416 km, a csatornahálózat hossza 5860 km volt. Az elektromos áramot és a hőt a Moszenyergo vállalat biztosítja, főképp kőolaj és kőszén felhasználásával. A városban a telefonszolgáltatást az 1882-ben alapított Московская городская телефонная сеть („Moszkvai városi telefonhálózat”) – társaság biztosítja, 4,3 millió előfizetőjük van.

## Sport

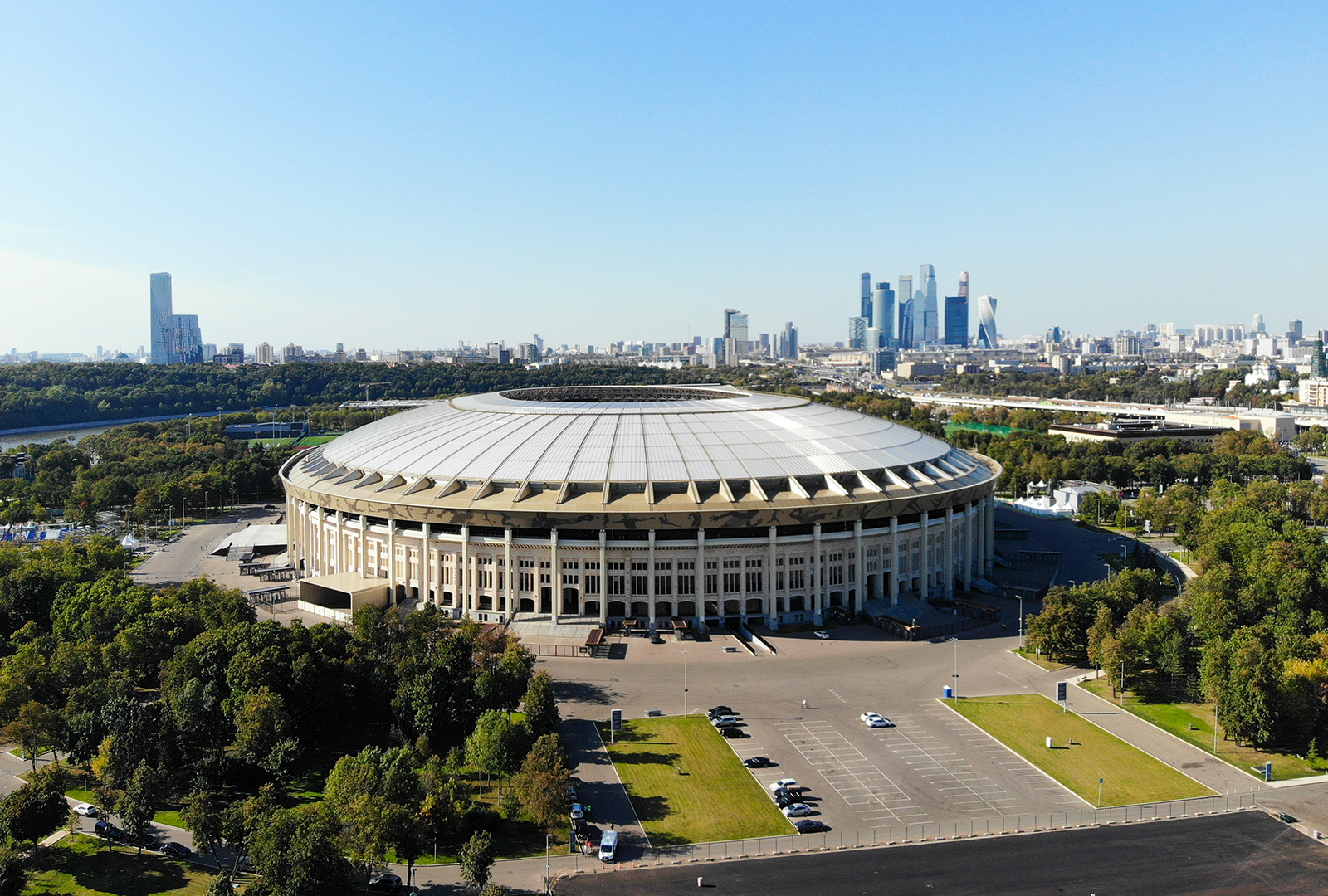
A Luzsnyiki Stadion

### Labdarúgás
A futball rendkívül népszerű, a Gyinamo Moszkva, a Szpartak Moszkva, a Lokomotyiv Moszkva és a CSZKA Moszkva a legjelentősebb csapatok. A futballhuliganizmus komoly gondokat okoz.

### Olimpia
1980-ban Moszkva rendezte a nyári olimpiát, erre az alkalomra hatalmas új stadion és más sportlétesítmények épültek. Ekkor létesült a ma legfontosabb nemzetközi repülőtér, a Seremetyjevo–2.
Moszkva benyújtotta pályázatát a 2012-es nyári olimpia rendezésére is, de a rendezés jogát London kapta meg.

### Egyéb
A téli sportok is nagy népszerűségnek örvendenek.

## A művészetekben
Moszkváról számos művészeti alkotás is készült, Vaszilij Kandinszkij például több képet is festett a városról. Orosz irodalmi művekben gyakori helyszín, például Bulgakov A Mester és Margarita című regényében is fontos szerepet játszik.
A szovjet és orosz filmek egy részén túl a hollywoodi filmek közül is vannak olyanok, melyek Moszkvában játszódnak, például az 1992-ben forgatott Back in the USSR, A Bourne-csapda, vagy az Arnold Schwarzenegger főszereplésével készült Vörös zsaru, melynek Moszkvában játszódó jeleneteinek egy részét valójában a Budai Várnegyedben forgatták. Egyes felmérések szerint az Éjszakai őrség című orosz horrorfilm Oroszország- és Moszkva-divatot indított el az Egyesült Államokban.
Moszkvában játszódik Dmitrij Gluhovszkij Metro 2033 című sikerkönyve, és folytatásai, továbbá az ezek alapján készült FPS játék.